# 俄羅斯入侵烏克蘭時間軸 (2025年8月)

俄羅斯入侵烏克蘭的動態地圖（參見可交互的俄烏戰爭詳細地圖）

本條目主要列出俄羅斯入侵烏克蘭在2025年8月的過程。

## 8月1日
烏克蘭地方政府表示，截至01日上午9時，俄羅斯在過去24小時內襲擊赫爾松、蘇梅、尼古拉耶夫、第聶伯羅彼得羅夫斯克、頓涅茨克、盧甘斯克、切爾卡瑟、哈爾科夫、扎波羅熱和切爾尼戈夫等地，至少造成3名平民死亡，37名平民受傷。烏克蘭空軍表示，俄軍對烏克蘭各地發動導彈和無人機襲擊，其中從庫爾斯克、米列羅沃、濱海阿赫塔爾斯克、俄佔克里米亞等地發射72架見證者-136無人機和不明型號無人機。其中44架見證者-136無人機和不明型號無人機被防空部隊在烏克蘭各地擊落或因電子戰措施，未能擊中目標。哈爾科夫州州長表示，俄軍晚上使用無人機襲擊哈爾科夫市，擊中一棟住宅樓，至少造成11名平民受傷，包括3名兒童。
烏克蘭武裝部隊總參謀部表示，自全面入侵以來，俄羅斯在烏克蘭損失1,054,200名士兵，過去一天俄軍有940人傷亡，累計損失11,068輛坦克、23,068輛裝甲戰鬥車輛、56,894輛車輛和油箱、30,944門火砲系統、1,451套多管火箭系統、1,203套防空系統、421架飛機、340架直升機、49,057架無人機、3,551枚巡弋飛彈、28艘船隻和1艘潛艦等。
烏克蘭總統澤連斯基表示，烏克蘭為了實現和平，已準備好迅速採取行動，願意以最快速度，推進實現和平的進程，烏方非常清楚應採取甚麼步驟，亦清楚在俄羅斯誰人能夠作出決定，因此再次呼籲不應停留在技術層級的對話，亦不應只限於聲明交換，而是應該真正進行領導人之間的會晤。澤連斯基感謝美國總統特朗普表達願意參與這類會談的意願，並表示俄方需展現出應有的準備。
俄羅斯總統普京與白俄羅斯總統盧卡申科會面時表示，希望與烏克蘭的和平談判能夠繼續進行，工作小組可以討論可能的妥協方案，但表明莫斯科的目標沒有改變。又指出談判應該在沒有攝影機的情況下，在平靜的氛圍中進行，如果有人對至今為止的和談結果感到失望，就是期望過高造成。提議與烏克蘭成立三個工作小組，並與烏克蘭進行線上和談。
俄羅斯外長拉夫羅夫表示，俄方曾向烏方提議成立政治與軍事問題工作組，目前正等待烏方回應。而俄羅斯與美國自年初以來，就烏克蘭問題進行實質討論，並取得一些成果，而由於美國總統特朗普的堅持，烏克蘭政權同意恢復伊斯坦布爾會談。拉夫羅夫表明，俄羅斯同意美國的觀點，俄美之間不能發生直接軍事對抗，俄方歡迎與美國方面繼續在坦誠和互相尊重的前提下對話。
多個烏克蘭傳媒報道，晚上文尼察市發生警民衝突，一名涉嫌逃兵役而被通緝的烏克蘭男子在上午被拘捕，而同時文尼察軍事入伍辦公室正將一批應徵者帶到體育館接受體檢。有當地民眾得悉拘捕行動，在體育館附近集會，要求釋放被軍事入伍辦公室拘留的人，並試圖闖入體育館。烏克蘭警方發射催淚彈驅散人群，防止示威者強行打開體育館大門。
美國總統特朗普繼續與俄羅斯聯邦安全委員會副主席、前總統梅德韋傑夫隔空駡戰，特朗普在社交平台表示，已下令美軍將2艘核潛艇部署到俄羅斯附近的合適區域，以回應梅德韋傑夫極具挑釁性的言論，以防梅德韋傑夫的愚蠢和挑釁性言論不僅僅是說說而已。另外總統特朗普在社交平台表示，剛被告知在7月有2萬名俄羅斯士兵在與烏克蘭的荒謬戰爭中喪生。今年年初以來，俄羅斯已經損失112,500名士兵，自1月以來，烏克蘭估計有8千名軍人死亡，不包括失蹤人員。
德國國防部表示，德國將在未來幾天向烏克蘭提供2架愛國者防空系統發射器，並預計在未來兩至三個月內有更多部件到達烏克蘭。
非牟利智庫「卡內基政治中心」表示，自全面入侵烏克蘭開始以來，俄羅斯士兵感染愛滋病毒病例激增2,000%，2022年底俄軍內發現的病例增加13倍，2024年底增加20倍。研究顯示俄羅斯因這次疫情爆發而遭受的人口和經濟損失將產生幾十年的影響，甚至可能超過入侵烏克蘭所遭受的損害。而數字上升歸因於幾個因素，包括為受傷士兵輸血、在野戰醫院重複使用注射器以及進行無保護性行為和提供毒品紵士兵。

## 8月2日
烏克蘭地方政府表示，截至02日上午9時，俄羅斯在過去24小時內襲擊赫爾松、蘇梅、尼古拉耶夫、第聶伯羅彼得羅夫斯克、頓涅茨克、盧甘斯克、切爾卡瑟、哈爾科夫、扎波羅熱和切爾尼戈夫等地，至少造成6名平民死亡，37名平民受傷。烏克蘭空軍表示，俄軍對烏克蘭各地發動導彈和無人機襲擊，其中從庫爾斯克、米列羅沃、濱海阿赫塔爾斯克、俄佔克里米亞等地發射53架見證者-136無人機和不明型號無人機。其中45架見證者-136無人機和不明型號無人機被防空部隊在烏克蘭各地擊落或因電子戰措施，未能擊中目標。頓涅茨克州州長表示，俄軍對德魯日基夫卡市發動大規模無人機襲擊，至少造成5名平民受傷。蘇梅州州長表示，俄軍對斯韋薩村發動襲擊，至少造成1名兒童死亡，1名兒童受傷。赫爾松州州長表示，俄羅斯空襲摧毀赫爾松市和科拉貝爾社區之間的一座重要橋樑，當局敦促科拉貝爾區居民撤離，指出持續的襲擊令當地的後勤變得複雜。
烏克蘭武裝部隊總參謀部表示，自全面入侵以來，俄羅斯在烏克蘭損失1,055,210名士兵，過去一天俄軍有1,010人傷亡，累計損失11,068輛坦克、23,069輛裝甲戰鬥車輛、57,024輛車輛和油箱、30,982門火砲系統、1,452套多管火箭系統、1,203套防空系統、421架飛機、340架直升機、49,196架無人機、3,551枚巡弋飛彈、28艘船隻和1艘潛艦等。總參謀部表示，午夜至凌晨期間，針對俄羅斯梁贊、朋札、薩馬拉和沃羅涅日州的工業設施以及普里莫斯科-阿赫塔爾斯克軍用機場發動無人機襲擊，擊中煉油廠、石油儲存設施、軍工綜合體、發射無人機的主要機場以及無人機倉庫等。武裝部隊總司令瑟爾斯基表示，陷入困境的頓涅茨克州波克羅夫斯克仍然是前線「最困難」地區之一，俄軍採用「完全滲透」戰術，試圖突破烏克蘭的防禦。俄軍正在加緊努力奪取當地的關鍵陣地，尋找烏軍的防禦弱點，並同時在多個方向上進行積極的戰鬥行動。烏克蘭國防部情報總局表示，與當地遊擊隊展開聯合行動，在俄佔梅利託波爾炸燬一輛載有5名車臣阿克馬特部隊的巴士，附近一輛車上的2名俄羅斯士兵受傷，並摧毀一個電子戰系統。
俄羅斯多個Telegram頻道報道，俄佔克里米亞地區發生一系列爆炸，涉及無人機活動和防空行動。
國際原子能機構表示，派駐扎波羅熱核電站的團隊，早上在核電站附近一處地點聽到爆炸聲及見到有煙冒出，隨後接獲核電站通報，指1.2公里外的一處輔助設施被炮彈和無人機擊中，暫時未有傷亡報告。
烏克蘭總統澤連斯基表示，追授在俄羅斯關押期間死亡的烏克蘭記者維多利亞·羅什奇娜烏克蘭自由勳章，澤連斯基形容羅什奇娜在前線和俄佔地區，冒著生命危險說出戰爭真相的人。
烏克蘭國家反腐敗局和特別反腐敗檢察官辦公室表示，破獲一宗貪污案涉及一名國會議員、兩名地區官員、以及多名國民衛隊人員有議員和地方官員等，涉嫌在與軍事設備供應商採購軍用無人機和信號攔截系統時，懷疑刻意調高貨款，令供應商獲益，換取對方提供高達合約價格三成的回扣。多個烏克蘭傳媒報道，涉案國會議員為執政人民公僕黨的奧列克西·庫茲涅佐夫，另外前盧甘斯克州州長謝爾蓋·蓋達伊亦涉案。執政人民公僕黨國會領袖阿拉哈米亞表示，在腐敗調查期間，開除庫茲涅佐夫黨籍。

## 8月3日
烏克蘭尼古拉耶夫州州長表示，俄軍發射導彈襲擊尼古拉耶夫市，損壞民用基礎設施，至少造成7名平民受傷。
烏克蘭武裝部隊總參謀部表示，自全面入侵以來，俄羅斯在烏克蘭損失1,056,130名士兵，過去一天俄軍有920人傷亡，累計損失11,068輛坦克、23,071輛裝甲戰鬥車輛、57,159輛車輛和油箱、31,025門火砲系統、1,452套多管火箭系統、1,203套防空系統、421架飛機、340架直升機、49,374架無人機、3,552枚巡弋飛彈、28艘船隻和1艘潛艦等。
俄羅斯克拉斯諾達爾邊疆區行政長官表示，烏克蘭無人機襲擊索契一個石油倉庫，引發大火。烏克蘭武裝部隊總參謀部表示，烏克蘭無人機成功襲擊俄羅斯索契一個機場燃料庫。
烏克蘭總統澤連斯基表示，任命代表空軍司令阿納托利·克里沃諾日科正式出任空軍司令。結束空軍司令1年的空缺。澤連斯基表明任命確保烏克蘭的作戰航空與防空部隊能持續全面發展，並保持高效協同運作。澤連斯基會見國家安全與國防委員會秘書烏梅羅夫後表示，已經就與俄羅斯交換1千2百名戰俘達成協議，並正努力解除被拘留的平民回國的障礙，核實每個人的姓名等數據。另簽署法令，對94名俄羅斯、伊朗、巴基斯坦、緬甸、中國、孟加拉、印度和格魯吉亞個人和5個實體實施制裁，主要針對俄羅斯「影子艦隊」船長。
烏克蘭國防部情報總局表示，烏克蘭特工成功從俄羅斯黑海艦隊基地奪取俄羅斯海軍戰略核潛艇K-555「波扎爾斯基大公號核潛艇」的機密資料。包括核潛艇的工程文件、結構示意圖，艙室布局的詳細資訊，以及潛艇的完整艇員名單，包括職位、軍銜、資格、體能訓練水平和作戰指令。
烏克蘭尼古拉耶夫地區軍事招募中心表示，1名招募軍官到達布茲克村時，遭到數量不名的居民手持球棒和金屬管襲擊，軍官向居民發射非致命武器。
美國總統特朗普表示，美國總統中東問題特使威特科夫將於6日或7日訪問俄羅斯，指出俄羅斯方面要求與威特科夫會面，重申如果俄羅斯在8日前不同意停火，對俄羅斯的制裁將會生效。同時指出俄羅斯似乎擅長逃避制裁，認為他們是聰明人，因此拭目以待。美國國土安全顧問兼白宮副幕僚長米勒表示，印度繼續從俄羅斯進口石油，形容是繼續從俄羅斯購買石油來資助俄羅斯在烏克蘭的戰爭，這樣的情況完全不能接受。
德國巴伐利亞州州長居德表示，呼籲停止向烏克蘭難民支付德國公民津貼，並提議根據「尋求庇護者福利法」，減少新移民應獲得的福利，指出烏克蘭難民不應再有資格獲得與德國公民相同的福利，而應該只提供庇護級別的支援。
非政府智庫「戰爭研究所」引述衛星圖像顯示，俄羅斯正在修復至2015年以來佔領的頓涅茨克機場跑道，建設基礎設施，以擴大支援部署見證者系列無人機以及空襲期間用於誘餌的非洲菊無人機。同時為無人機建造封閉儲存空間、手動控制站、戰鬥負荷拆除安裝區、空中觀察並拆除跑道附近的防禦工事，以便安裝儲油罐。

## 8月4日
烏克蘭地方政府表示，截至04日上午9時，俄羅斯在過去24小時內襲擊赫爾松、蘇梅、尼古拉耶夫、第聶伯羅彼得羅夫斯克、頓涅茨克、盧甘斯克、切爾卡瑟、哈爾科夫、扎波羅熱和切爾尼戈夫等地，至少造成7名平民死亡，13名平民受傷。烏克蘭空軍表示，俄軍對烏克蘭各地發動導彈和無人機襲擊，其中從庫爾斯克、米列羅沃、濱海阿赫塔爾斯克、俄佔克里米亞等地發射1枚匕首高超音速導彈以及162架見證者-136無人機和不明型號無人機。其中161架見證者-136無人機和不明型號無人機被防空部隊在烏克蘭各地擊落或因電子戰措施，未能擊中目標。哈爾科夫地區檢察官辦公室表示，俄軍無人機襲擊哈爾科夫地區洛西夫卡，至少造成3名平民死亡。扎波羅熱州州長表示，俄軍全日對16個定居點進行431次襲擊，發射305架無人機以及進行110次炮擊，至少造成4名平民死亡，3名平民受傷。
烏克蘭武裝部隊總參謀部表示，自全面入侵以來，俄羅斯在烏克蘭損失1,057,140名士兵，過去一天俄軍有1,010人傷亡，累計損失11,069輛坦克、23,079輛裝甲戰鬥車輛、57,244輛車輛和油箱、31,053門火砲系統、1,452套多管火箭系統、1,203套防空系統、421架飛機、340架直升機、49,451架無人機、3,553枚巡弋飛彈、28艘船隻和1艘潛艦等。總參謀部表示，烏軍襲擊並摧毁俄軍在俄佔扎波羅熱地區的S-300地對空導彈系統。烏克蘭傑爾加奇市軍事管理局表示，烏軍成功擊退俄軍試圖佔領哈爾科夫州霍普蒂夫卡邊境檢查站的企圖，行動中殺死10多名俄羅斯士兵，迫使數十人越過邊境返回俄羅斯。烏克蘭國家安全局表示，國家安全局特別行動中心在任務中，使用無人機攻擊俄佔克里米亞薩基一個機場，摧毀一架Su-30SM戰機，損壞另一架，並擊中三架Su-24，且擊中一個航空武器庫。烏克蘭軍隊南部司令部表示，俄軍在過去一天中暫時減少在赫爾松州的攻擊行動數量，並準備重新集結為更積極地攻擊第聶伯河島嶼作準備。
俄羅斯伏爾加格勒州州長表示，烏克蘭對弗羅沃洛沃鎮的阿爾奇達火車站發動大規模無人機襲擊，造成鐵路運輸中斷。
烏克蘭總統澤連斯基到哈爾科夫州視察一處前線區域時表示，位於烏克蘭東北部的軍隊正在與來自中國、塔吉克、烏茲別克、巴基斯坦、非洲部分地區等多個國家的外籍僱傭兵作戰，將會予以應對。
俄羅斯總統新聞秘書佩斯科夫回應美國總統特朗普提到在鄰近俄羅斯海域部署核潛艇的言論時表示，俄羅斯敦促美國謹慎使用「核言論」，俄羅斯非常關注核不擴散議題，認為每個人都應該非常謹慎地對待核言論。
烏克蘭國家安全局表示，拘留一名被動員且正在接受烏克蘭國防部國家特別運輸局培訓的烏克蘭公民，涉嫌根據俄羅斯軍事情報部門指示擔任特工透露軍事陣地位置。
荷蘭國防部長布雷克爾曼斯表示，荷蘭將向烏克蘭提供5.79億美元的軍事援助計劃，包括美國製造的武器系統以及愛國者導彈部件。指出烏克蘭現在需要更多防空和彈藥，提供的相關武器有助於烏克蘭保護自己和歐洲其他地區免受俄羅斯的侵略。
俄羅斯國營傳媒「工商日報」引述聖彼得堡國際商品原料交易所專家研究報道，俄羅斯Ai-95汽油價格飆升至每噸超過946.6美元，並且如8月2日烏克蘭襲擊俄羅斯多地的工業設施有關，襲擊破壞梁贊州每天處理約4萬噸俄羅斯原油的煉油廠。

## 8月5日
烏克蘭地方政府表示，截至05日上午9時，俄羅斯在過去24小時內襲擊赫爾松、蘇梅、尼古拉耶夫、第聶伯羅彼得羅夫斯克、頓涅茨克、盧甘斯克、切爾卡瑟、哈爾科夫、扎波羅熱和切爾尼戈夫等地，至少造成10名平民死亡，17名平民受傷。烏克蘭空軍表示，俄軍對烏克蘭各地發動導彈和無人機襲擊，其中從布良斯克發射1枚伊斯坎德爾-M彈道導彈，從庫爾斯克、布良斯克、奧列爾和濱海阿赫塔爾斯克等地發射46架見證者-136無人機和不明型號無人機。其中29架見證者-136無人機和不明型號無人機被防空部隊在烏克蘭各地擊落或因電子戰措施，未能擊中目標。
烏克蘭武裝部隊總參謀部表示，自全面入侵以來，俄羅斯在烏克蘭損失1,058,260名士兵，過去一天俄軍有1,120人傷亡，累計損失11,071輛坦克、23,091輛裝甲戰鬥車輛、57,337輛車輛和油箱、31,081門火砲系統、1,452套多管火箭系統、1,203套防空系統、421架飛機、340架直升機、49,620架無人機、3,555枚巡弋飛彈、28艘船隻和1艘潛艦等。武裝部隊總司令瑟爾斯基表示，俄羅斯正在加快動員努力，計劃在今年年底前組建10個新軍事師，其中2個已經完成組建。儘管俄軍遭受重大損失，但仍然每月能夠增加約9千名士兵。指出烏克蘭別無選擇，只能繼續動員措施，改善戰鬥訓練，並加強部隊的無人系統。
俄羅斯羅斯托夫州州長表示，俄軍在當地多個地區擊落大量無人機，當中米列羅沃出現停電和網絡中斷問題。俄羅斯當地多過傳媒報道，烏克蘭無人機瞄準羅斯托夫州塔欽斯卡亞火車站，附近設有石油基礎設施的物流樞紐，火車站則用於運輸穀物。
烏克蘭總統澤連斯基與美國總統特朗普進行電話通話，會後澤連斯基形容通話富有成果，感謝特朗普為實現公正和持久和平所作出的努力，完全支持必須盡快停止殺戮的要求，雙方交換戰場局勢的評估，指出特朗普充分了解俄羅斯對基輔和其他城市的襲擊。雙方亦討論到制裁問題以及擴大國防合作，澤連斯基表明烏克蘭正在準備與美國的無人機合作協議。另外澤連斯基表示，與北約秘書長呂特通電話，討論俄羅斯對多個烏克蘭城市的襲擊，以及擴大到烏克蘭的軍事和外交支援，其中提到歐洲的北約合作夥伴在短短兩日內承諾提供超過10億美元，為烏克蘭購買美製武器，證明北約的新國防計劃正在發揮作用。
烏克蘭國防部情報總局公布片段顯示，總局特種部隊擊退俄羅斯在蘇梅州推進的企圖，在戰鬥中摧毀8個俄羅斯軍事旅，至少334名俄軍死亡，550多名俄軍受傷。
烏克蘭總統辦公室主任葉爾馬克表示，烏克蘭在俄羅斯發射的見證者系列無人機中發現印度製造的部件，並以正式透過外交方式向印度政府和歐盟提出在無人機發現印度製造零件的問題，表明必須阻止俄羅斯獲得能夠殺死烏克蘭人的物資。
美國總統特朗普表示，俄羅斯的經濟發展十分糟糕，特別是目前俄羅斯油價正在進一步從每桶65美元下跌，認為當每桶石油在下跌10美元，普京將別無選擇地結束在烏克蘭的戰爭。
立陶宛總檢察長辦公室表示，7月28日一架俄製非洲菊無人機裝載約2公斤炸藥闖入立陶宛領空，當局在8月1日在喬納瓦中部的蓋齊烏奈訓練場發現無人機殘骸。立陶宛國防部長薩卡利埃內表示，目前仍然正在對事件進行調查，但認為無人機可能是被烏克蘭電子戰系統誤導後意外進入立陶宛領空。
瑞典、挪威和丹麥國防部表示，將會向北約提供5億美元資金用於確保烏克蘭能夠迅速獲得用於自衛的關鍵軍事裝備，並加強美國和歐洲國家在支援烏克蘭方面的合作。其中丹麥提供9,000萬美元，瑞典提供2.75億美元和挪威提供1.35億美元。
新聞通訊社「彭博社」引述知情人士消息透露，俄羅斯克里姆林宮正在考慮暫停在烏克蘭的長期打擊行動，作為對美國總統特朗普的潛在讓步，但俄羅斯總統普京仍然致力於繼續戰爭。克里姆林宮爭取在美國總統中東問題特使威特科夫本週訪問莫斯科之前，完成相關提案，包括暫停無人機和導彈攻擊的「空中休戰」，但前提是烏克蘭同意參與。

## 8月6日
烏克蘭地方政府表示，截至06日上午9時，俄羅斯在過去24小時內襲擊敖德薩、赫爾松、蘇梅、尼古拉耶夫、第聶伯羅彼得羅夫斯克、頓涅茨克、盧甘斯克、切爾卡瑟、哈爾科夫、扎波羅熱和切爾尼戈夫等地，至少造成7名平民死亡，37名平民受傷。烏克蘭空軍表示，俄軍對烏克蘭各地發動導彈和無人機襲擊，其中從庫爾斯克、布良斯克、奧列爾和濱海阿赫塔爾斯克等地發射45架見證者-136無人機和不明型號無人機。其中36架見證者-136無人機和不明型號無人機被防空部隊在烏克蘭各地擊落或因電子戰措施，未能擊中目標。
烏克蘭武裝部隊總參謀部表示，自全面入侵以來，俄羅斯在烏克蘭損失1,059,270名士兵，過去一天俄軍有1,010人傷亡，累計損失11,072輛坦克、23,091輛裝甲戰鬥車輛、57,475輛車輛和油箱、31,133門火砲系統、1,455套多管火箭系統、1,203套防空系統、421架飛機、340架直升機、49,767架無人機、3,555枚巡弋飛彈、28艘船隻和1艘潛艦等。
俄羅斯國防部表示，防空系統過去一夜在4個地區擊落51架無人機，其中包括羅斯托夫州16架。俄羅斯當地多過傳媒報道，烏克蘭無人機瞄準俄羅斯俄羅斯獨立傳媒「Astra」報道，烏克蘭無人機連續第二晚襲擊羅斯托夫州塔欽斯卡亞火車站，並且引發大火。
俄羅斯總統普京與美國總統中東問題特使威特科夫會面約三小時。俄羅斯總統助理烏沙科夫在會後表示，兩人的會談具有建設性，就烏克蘭局勢交換意見，亦討論俄羅斯和美國發展戰略合作的可能性。俄方會待美國總統特朗普聽取會談進度的匯報後，再公布更多進展。而與威特科夫進行非正式會談的俄羅斯總統特別代表德米特里耶夫則表示要透過對話取得進展。美國總統特朗普及後回應傳媒提問時表示，並不認為普京與威特科夫的會面是取得重大突破，並指出美國可能會對俄羅斯的貿易夥伴實施額外的二級制裁。
烏克蘭總統澤連斯基在俄羅斯總統普京結束與美國總統中東問題特使威特科夫的會面後，與美國總統特朗普通電話，英國首相施凱爾、德國總理默茨、北約秘書長呂特與會。討論最新進展。及後澤連斯基在夜間演說中表示，俄羅斯現在似乎更傾向停火，對俄羅斯施壓正起到作用，但最重要的是俄方不會在細節上欺騙烏克蘭及美國。美國傳媒「紐約時報」引述知情人士消息報道，會上特朗普透露計劃最快下星期與普京會面，隨後計劃與普京及澤連斯基一同會面。美國白宮新聞秘書萊維特表示，俄方有意與特朗普會面，特朗普亦願意同時與俄烏總統會面，希望結束戰事。澤連斯基在夜間講話中表示，對和平談判取得進展表示謹慎樂觀，並認為俄羅斯總統普京和美國總統中東問題特使威特科夫會談後，俄羅斯對烏克蘭戰爭立場可能發生變化，現在俄羅斯似乎更傾向於停火，而談判的關鍵是確保俄羅斯在細節上不會欺騙任何人，無論是烏克蘭還是美國。
烏克蘭國防部長什米哈爾表示，美國批准向烏克蘭出售價值超過2億美元的軍事裝備，包括M777榴彈炮的裝置、維修和技術支援，價值1.04億美元。
烏克蘭總檢察長辦公室表示，1名平民準備離開被圍困的頓涅茨克州烏達奇涅時被1名俄羅斯士兵開槍打死，是今年俄軍第3起在頓涅茨克州殺害平民的案件。
烏克蘭非政府組織「拯救烏克蘭」表示，俄佔當局建立一個線上「目錄」，包括294名烏克蘭兒童的資料，根據眼睛或頭髮顏色等身體特徵進行分類，大多數兒童都是在俄羅斯佔領前出生在盧甘斯克州，並擁有烏克蘭公民身份，部分兒童的父母被佔領當局殺害，另一些人則是被簽發俄羅斯身份證件，以使俄羅斯對他們的綁架合法化。組織認為設立目錄的行為是在販賣兒童。
美國總統特朗普簽署行政命令，就印度購買俄羅斯石油對印度額外徵收25%的關稅，使美國對印度徵收的關稅稅率總和達到50%。關稅將於行政命令簽署後21天生效。美國國務卿盧比奧表示，總統特朗普將在未來24至36小時內決定是否對俄羅斯的貿易夥伴實施二級制裁。
美國國務院發言人布魯斯表示，俄羅斯總統普京或許正試圖拖延與烏克蘭的和平談判，但美國總統特朗普計劃的新關稅壓力似乎正在改變他的計算，指出特朗普準備實施包括二級關稅在內的全面經濟措施，可能是影響普京行為的因素。
美國政府公開拍賣受制裁的俄羅斯億萬富翁蘇萊曼·凱裡莫夫繳獲的一艘價值超過3億美元的豪華超級遊艇。這次拍賣是西方制裁下查獲的俄羅斯寡頭最大、最有價值的資產之一。
烏克蘭基輔國際社會學研究所公布民意調查顯示，在經歷國內大規模抗議活動後，烏克蘭人對總統澤連斯基的信任度從6月份的65%下降到8月初的58%。
俄羅斯獨立傳媒「新報歐洲版」報道，至少100名因拒絕申領俄羅斯護照，被俄羅斯強行驅逐出俄佔烏克蘭地區的烏克蘭人，已被關押在俄羅斯與喬治亞邊境之間的地下室，並均被拒絕進入喬治亞，因此被關押在兩國邊境之間。當中15人被關押超過2個月，決定開始絕食，要求烏克蘭領事訪問，澄清他們長期被拘留、獲得食物和醫療服務，並立即從地下室設施釋放他們。喬治亞內政部表示，目標是在紅十字會和烏克蘭外交官的協助下讓他們回國。

## 8月7日
烏克蘭地方政府表示，截至07日上午9時，俄羅斯在過去24小時內襲擊赫爾松、蘇梅、尼古拉耶夫、第聶伯羅彼得羅夫斯克、頓涅茨克、盧甘斯克、切爾卡瑟、哈爾科夫、扎波羅熱和切爾尼戈夫等地，至少造成6名平民死亡，35名平民受傷。烏克蘭空軍表示，俄軍對烏克蘭各地發動導彈和無人機襲擊，其中從庫爾斯克、布良斯克、奧列爾和濱海阿赫塔爾斯克等地發射112架見證者-136無人機和不明型號無人機。其中89架見證者-136無人機和不明型號無人機被防空部隊在烏克蘭各地擊落或因電子戰措施，未能擊中目標。
烏克蘭武裝部隊總參謀部表示，自全面入侵以來，俄羅斯在烏克蘭損失1,060,310名士兵，過去一天俄軍有1,040人傷亡，累計損失11,076輛坦克、23,095輛裝甲戰鬥車輛、57,605輛車輛和油箱、31,180門火砲系統、1,456套多管火箭系統、1,203套防空系統、421架飛機、340架直升機、49,930架無人機、3,555枚巡弋飛彈、28艘船隻和1艘潛艦等。烏克蘭國防部情報總局表示，總局的無人機襲擊俄佔克里米亞的多個高價值俄羅斯軍事目標，包括一艘快速攻擊登陸艇和三個雷達站。
俄羅斯伏爾加格勒州州長表示，烏軍過去一夜對當地發動無人機襲擊，擊中蘇羅維科諾鎮一個火車站的行政大樓，沒有發現其他對鐵路基礎設施的破壞。俄羅斯Telegram頻道報道，烏克蘭無人機襲擊俄羅斯克拉斯諾達爾邊疆區阿菲普斯基煉油廠和港口城市新羅西斯克。
烏克蘭總統澤連斯基表示，正在就美烏領袖雙邊和烏美俄領袖三邊峰會進行討論，並作為結束俄烏戰爭努力的一部份。澤連斯基分別與法國總統馬克龍和德國總理默茨通電話，討論可能舉行的雙邊和三邊峰會，協調烏克蘭與盟友的立場，重申烏克蘭不怕召開會議，期望俄羅斯方面採取同樣的勇敢態度，是時候結束戰爭。
俄羅斯總統普京會見到訪的阿聯酋總統穆罕默德時表示，自己未來幾日將與美國總統特朗普舉行雙邊峰會，會晤地點將由俄羅斯決定，相信阿聯酋是適合舉行峰會的地點之一。至於俄烏元首會談，普京強調總體上不反對與烏克蘭總統澤連斯基會晤，但目前的條件尚未滿足。
俄羅斯總統助理烏薩柯夫表示，正在籌備美國和俄羅斯領導人的面對面會談，預計將在未來幾天進行，地點已經商定。
烏克蘭總檢察長辦公室表示，缺席指控俄羅斯羅斯托夫州塔根羅格第2號拘留中心的負責人涉嫌對烏克蘭記者維多利亞·羅什奇娜實施酷刑，並導致羅什奇娜死亡。該名負責人被指控組織一場針對包括平民在內的烏克蘭被拘留者的虐待行動，而羅什奇娜只是受害者之一。俄軍在2023年於俄佔扎波羅熱地區拘留羅什奇娜，並將其轉移到塔根羅格設施。根據調查，羅什奇娜遭到毆打、羞辱和威脅，並被剝奪基本必需品，包括飲用水和醫療。白天被禁止睡覺或坐著，受到身體懲罰，並受到心理壓力，威脅需要與俄羅斯當局合作。
烏克蘭頓涅茨克州政府表示，至少仍然有21,700名平民，包括115名兒童身處在此刻周的前線戰鬥地區，目前已經有120多萬名頓涅茨克州居民永久撤離，包括194,000名兒童和47,000名傷殘人士，在過去一星期，有超過7,800多人，包括380名兒童，從該地區撤離。
烏克蘭國家安全局表示，烏克蘭執法部門拘留2名被俄羅斯招募的青少年，涉嫌在本週較早時候在日託米爾市發動恐怖襲擊，造成一名男子死亡，另一名男子重傷。俄羅斯透過電報渠道招募，2人根據1名俄羅斯特工的指示，自行組裝爆炸裝置。為了最大限度地增加傷亡，使用螺絲填充爆炸裝置，並為俄羅斯情報部門配置一部遠端引爆的手機。嫌疑人將炸彈放置在俄羅斯提供的座標處，並在現場隱藏手機攝像頭，使俄羅斯能夠實時監控，一旦預定目標到達，裝置就被遠端引爆。國家安全局表示如果被定罪，2名青少年可能會面臨無期徒刑。
烏克蘭國防部表示，從9月1日起，烏克蘭徵兵辦公室的員工在檢查檔案和交付通知草案時需要佩戴隨身攝像器和錄製影片。國防部長什梅加爾指出將有助於確保徵兵辦公室團隊工作的透明度和合法性，並保護各方的權利。
美國總統特朗普表示，早前為俄羅斯設定的達成停火協議期限將於8日屆滿，現在的決定取決於俄羅斯總統普京。美國國務院發言人布魯斯表示，即將舉行的會議不應被視為信任俄羅斯的問題，而應被視為要求取得具體結果的問題，特朗普認為需要看到行動，而不僅僅是言語，讓雙方站在談判桌上是達成外交解決這場衝突的關鍵。
烏克蘭基輔國際社會學研究所公佈民意調查顯示，大約76%受訪烏克蘭人強烈反對俄羅斯提出的結束全面戰爭的和平計劃，39%受訪者接受美國支持的計劃，即俄羅斯控制被佔領土，正式承認克里米亞屬於俄羅斯，並解除所有制裁。54%受訪者則支持烏克蘭和歐盟的聯合提案，為烏克蘭提供安全保障和加入歐盟的途徑，而俄羅斯則在沒有官方承認的情況下保留被佔領土，在確立和平之後，美國的制裁將逐漸放鬆。
英國傳媒「衛報」報道，自2022年俄羅斯全民入侵烏克蘭以來，俄羅斯足球俱樂部被禁止參加歐洲錦標賽期間，歐洲足球總會聯盟仍然持續向俄羅斯足球俱樂部提供1,080萬歐元的「團結」資金，該資金用於讓個別俱樂部在國內水平不足夠，而無法參加歐洲比賽時，提供額外收入，保持歐洲頂級聯賽的競爭平衡。但與此同時烏克蘭國內5個足球俱樂部在7月27日去信歐足聯主席，指出在俄羅斯足球俱樂部持續接收歐足聯資金的情況下，提供給烏克蘭足球俱樂部的「團結」資金，卻一直因特殊問題遭到瑞士一家銀行扣留。

## 8月8日
烏克蘭地方政府表示，截至08日上午9時，俄羅斯在過去24小時內襲擊赫爾松、蘇梅、尼古拉耶夫、第聶伯羅彼得羅夫斯克、頓涅茨克、盧甘斯克、切爾卡瑟、哈爾科夫、扎波羅熱和切爾尼戈夫等地，至少造成3名平民死亡，19名平民受傷。烏克蘭空軍表示，俄軍對烏克蘭各地發動導彈和無人機襲擊，其中從庫爾斯克、布良斯克、奧列爾和濱海阿赫塔爾斯克等地發射108架見證者-136無人機和不明型號無人機。其中82架見證者-136無人機和不明型號無人機被防空部隊在烏克蘭各地擊落或因電子戰措施，未能擊中目標。敖德薩市政府表示，俄羅斯發射5架無人機攻擊敖德薩地區的阿塞拜疆國家石油公司石油倉庫，引發大火和損毁運油管道，造成至少4名員工受傷。
烏克蘭武裝部隊總參謀部表示，自全面入侵以來，俄羅斯在烏克蘭損失1,061,350名士兵，過去一天俄軍有1,040人傷亡，累計損失11,083輛坦克、23,102輛裝甲戰鬥車輛、57,731輛車輛和油箱、31,232門火砲系統、1,456套多管火箭系統、1,203套防空系統、421架飛機、340架直升機、50,168架無人機、3,555枚巡弋飛彈、28艘船隻和1艘潛艦等。總司令瑟爾斯基表示，烏克蘭無人系統在7月襲擊23,000多個俄羅斯目標，並殺死5千多名俄羅斯士兵。烏克蘭國防部情報總局表示，烏軍襲擊俄佔克里米亞的葉尼塞伊雷達站，該站屬於俄羅斯先進的S-500防空系統的組成部分。
烏克蘭傳媒「基輔獨立報」引述烏克蘭國防部情報總局表示，總局襲擊俄羅斯克拉斯諾達爾邊疆區阿菲普斯基鎮一個俄羅斯防空旅，指出該旅參與俄羅斯對赫爾松州和扎波羅熱州的襲擊。陣地附近發生兩起爆炸，造成至少12名俄羅斯士兵死亡，數十人受傷，軍事裝備亦被摧毀。
戰場監測組織「DeepState」表示，俄軍已進入第聶伯羅彼得羅夫斯克州，並推進至達赫內村附近，組織在達赫內村對岸的沃夫恰河上發現俄羅斯士兵。達赫內大部分地區處於灰色地帶，俄軍尚未在該定居點站穩，並正在部署小型步兵部隊，以維持該地區的壓力。烏克蘭第聶伯羅武裝力量表示，情報和作戰數據顯示，8月8日上午該地區沒有俄軍的蹤跡，幾天前俄軍試圖從該方向進攻，但被擊退。
烏克蘭總統澤連斯基與波蘭總理圖斯克通電話。會後圖斯克表示，有一些跡象顯示俄烏戰爭可能很快便會暫停，但不想用到戰爭結束一詞，對於美國總統特朗普提出的最後期限仍然有希望，認為澤連斯基在這一非常謹慎，但仍然樂觀。另外澤連斯基簽署2項法令，對與俄羅斯能源部門有聯絡的18名個人和17個實體實施制裁，針對參與將俄佔扎波羅熱核電站納入俄羅斯電網、參與奪取切爾諾貝利核電站以及製造或維修軍民兩用核裝置的個人以及對在俄羅斯、中亞和歐盟運營的俄羅斯國家原子能公司和俄羅斯天然氣工業石油公司的子公司實施制裁。
俄羅斯總統普京分別與中共中央總書記兼中國國家主席習近平和白俄羅斯總統盧卡申科通電話。普京向習近平簡要介紹最近與美國的接觸。習近平則歡迎華盛頓和莫斯科之間的對話，並重申北京支援解決戰爭的努力。普京亦向盧卡申科介紹與美國的談判和協議。另外普京亦分別與烏茲別克總統米爾濟約耶夫和哈薩克總統托卡耶夫舉行會談，簡要介紹自己與美國特使威特科夫的會面情況。
美國總統特朗普與邀請亞美尼亞和阿塞拜疆領袖在白宮舉行峰會，並簽署和平協議。期間向傳媒表示，俄羅斯和烏克蘭之間的潛在和平協議可能包括一些領土交換，目前正在研究已經爭奪三年半的領土，將會有些交換，並且很複雜。其後特朗普在社交平台表示，將於8月15日在阿拉斯加與俄羅斯總統普京舉行會晤，更多細節將陸續公佈。俄羅斯總統外交政策助理烏沙科夫證實，普京將出席在美國境內舉行的會晤，並期待特朗普出席隨後在俄羅斯舉行的與普京的峰會。
加拿大財政部表示，將與盟友一同進一步降低俄羅斯石油的價格上限，限制俄羅斯非法戰爭的關鍵資金來源，應對俄羅斯在烏克蘭的持續戰爭，修訂後的上限為每桶47.60美元，取代七國集團在2022年12月推出的每桶60美元限額。
中國外交部回應傳媒提問時表示，即使面對美國總統特朗普威脅對繼續購買俄羅斯石油的國家實施二級關稅，中國將繼續與包括俄羅斯在內的世界各國進行正常的經濟、貿易和能源合作，根據國家利益採取合理的能源安全措施。
美國傳媒「華爾街日報」引述歐洲和烏克蘭官員消息報道，俄羅斯總統普京在與美國總統中東問題特使威特科夫會面期間，提出如果烏克蘭從頓涅茨克州完全撤軍，讓俄羅斯完全控制頓涅茨克和盧甘斯克州以及克里米亞，俄羅斯將同意全面停火。聽取關於提案簡報的歐洲官員對計劃表示嚴重保留，擔心普京利用此舉避免美國提出的二級制裁手段。另一美媒「哥倫比亞廣播公司」報道，俄羅斯總統普京在與美國總統中東問題特使威特科夫會面期間，給予威特科夫一枚列寧勳章，以轉交給一名美國中央情報局高級官員，其兒子在烏克蘭為俄羅斯而戰時陣亡。
新聞通訊社「彭博社」引述消息報道指出，白宮正在積極遊說歐洲盟友，希望他們接受美俄正在制定的一項極具爭議的和平協議草案。協議由美國主導，將要求烏克蘭同意割讓領土、換取戰爭結束。核心內容是烏克蘭將正式放棄東部的整個頓巴斯地區以及南部的赫爾松與扎波羅熱部分地區，同時承認俄羅斯對克里米亞的主權。作為交換俄羅斯將從其目前佔領的其他烏克蘭地區撤軍。
美國傳媒「Axios」引述知情人士消息，烏克蘭、美國和歐洲高級官員將在美國總統特朗普和俄羅斯總統普京會面之前在英國會面，尋求在相關會議中的共同立場。同時引述消息指出，在8月6日烏克蘭總統澤連斯基、美國總統特朗普和歐洲領袖的電話通話中，美國總統中東問題特使威特科夫告訴眾人，普京準備放棄俄羅斯對烏克蘭南部扎波羅熱州和赫爾松州的主張，如果基輔同意割讓頓涅茨克州、盧甘斯克州和克里米亞，普京將結束俄羅斯對烏克蘭的戰爭。但在8月7日的電話中威特科夫表示，普京願意凍結目前的前線，包括繼續佔領扎波羅熱和赫爾松部分地區。為此澤連斯基和特朗普正在制定一項不違反烏克蘭法律的協議。有烏克蘭不具名官員則指出，烏克蘭需要舉行公投，決定是否同意相關安排。

## 8月9日
烏克蘭地方政府表示，截至09日上午9時，俄羅斯在過去24小時內襲擊赫爾松、蘇梅、尼古拉耶夫、第聶伯羅彼得羅夫斯克、頓涅茨克、盧甘斯克、切爾卡瑟、哈爾科夫、扎波羅熱和切爾尼戈夫等地，至少造成8名平民死亡，24名平民受傷。烏克蘭空軍表示，俄軍對烏克蘭各地發動導彈和無人機襲擊，其中從俄佔扎波羅熱發射2枚伊斯坎德爾-K型巡航導彈、從庫爾斯克、米列羅沃和沙塔洛沃等地發射47架見證者-136無人機和不明型號無人機。其中1枚伊斯坎德爾-K型巡航導彈和16架見證者-136無人機和不明型號無人機被防空部隊在烏克蘭各地擊落或因電子戰措施，未能擊中目標。烏克蘭總統辦公室主任葉爾馬克表示，俄羅斯使用無人機對赫爾松地區中心郊區發動「雙連擊戰術」襲擊，首架無人機擊中一輛公共汽車，警察趕到現場時再遭到另一架俄軍無人機襲擊，合共造成2名平民，19名平民受傷，包括3名警員。直斥這就是俄羅斯想要和平的方式，形容俄羅斯正在愚弄所有人。烏克蘭國家應急服務局表示，俄羅斯無人機襲擊哈爾科夫市一家傢俱店，至少造成5名平民受傷，包括1名兒童。
烏克蘭武裝部隊總參謀部表示，自全面入侵以來，俄羅斯在烏克蘭損失1,062,290名士兵，過去一天俄軍有940人傷亡，累計損失11,088輛坦克、23,103輛裝甲戰鬥車輛、57,856輛車輛和油箱、31,273門火砲系統、1,456套多管火箭系統、1,204套防空系統、421架飛機、340架直升機、50,315架無人機、3,555枚巡弋飛彈、28艘船隻和1艘潛艦等。烏克蘭國家安全局表示，旗下的無人機襲擊俄羅斯韃靼斯坦共和國的一個儲存設施，設施存放用於生產見證者系列無人機及其組裝中使用的外國部件。
烏克蘭總統澤連斯基表示，烏克蘭人不會把自己的土地拱手交給佔領者，任何針對烏克蘭的決定，任何沒有烏克蘭參與的決定，都是對和平的否定。這樣的決定無濟於事。強調沒有烏克蘭，這場戰爭無法結束。澤連斯基亦與英國、法國、芬蘭、西班牙、丹麥及愛沙尼亞等歐洲國家領導人通電話，在停戰方案上尋求協調。會後澤連斯基在社交平台表示，烏方未見到俄方轉變立場，呼籲夥伴國家反對用烏克蘭領土交換和平，所有措施應用於推動真正停戰，而非重啟戰端。澤連斯基在晚間講話中再次斥責俄羅斯總統普京關於割讓烏克蘭領土以結束戰爭的提議，並警告缺乏真正的和平可能會給俄羅斯重新入侵的機會。指出如果俄羅斯不需要面臨懲罰，最終將重新開始對烏克蘭的侵略，並以2014年俄羅斯吞併克里米亞期間各國缺乏迅速行動，以及在全面入侵開始前延遲援助作例子。
英國首相施紀賢、法國總統馬克龍、意大利總理梅洛尼、德國總理默茲、波蘭總理圖斯克、歐盟委員會主席馮德萊恩和芬蘭總統斯塔布發表聯合聲明，歡迎美國總統特朗普為阻止烏克蘭的殺戮、結束俄羅斯的侵略戰爭以及為烏克蘭實現公正和持久的和平與安全而作出的努力。相信只有結合積極的外交、對烏克蘭的支援和對俄羅斯施加壓力以結束其非法戰爭的方法才能成功。各國隨時準備在外交上支援這項工作，並堅持對烏克蘭的實質性軍事和財政支援，包括透過願意各聯盟的工作，以及維護和對俄羅斯實施限制性措施。深信外交解決方案必須保護烏克蘭和歐洲的重要安全利益。同時同意這些重要利益包括需要強而有力和可信的安全保證，使烏克蘭能夠有效地捍衛其主權和領土完整，烏克蘭擁有選擇權來決定自己的命運，只有在停火或減少敵對行動的背景下才能進行有意義的談判。沒有烏克蘭，烏克蘭的和平之路就無法決定，各國仍然致力於不能用武力改變國際邊界的原則。重申俄羅斯對烏克蘭的無端和非法入侵公然違反「聯合國憲章」、「赫爾辛基協議」、「布達佩斯安全保障備忘錄」和俄羅斯多次的承諾。各國強調對烏克蘭主權、獨立和領土完整的堅定承諾，並將繼續堅定地站在烏克蘭一邊。作為歐洲人，團結一致，決心共同促進我們的利益。並將繼續與總統特朗普和、總統澤連斯基和烏克蘭人民密切合作。
英國外相林德偉在英格蘭肯特郡，與到訪的美國副總統萬斯、多個歐洲國家的安全顧問及烏克蘭總統辦公室主任葉爾馬克和烏克蘭國家安全與國防委員會秘書烏梅羅夫會面，協調在俄烏戰事上的立場。會後林德偉在社交平台發文，重申英國堅定支持烏方，並繼續推動公義與持久和平。美國傳媒「有線新聞網絡」引述美方官員報道，會談歷時多個小時，取得重大進展。另一美媒「華爾街日報」引述消息報道，烏方及歐方官員反對俄羅斯總統普京提出以烏克蘭東部領土換取停戰的方案，並已向美方提出反建議。內容強調任何涉及烏克蘭未來的談判，必須有烏方參與，歐洲官員亦會介入。又強調在採取任何進一步行動前，必須先停火，又指互換領土要以互相對等態度進行。
俄羅斯總統特別代表德米特里耶夫在社交平台不點名批評有些國家，有意讓戰事持續，並以挑釁及假消息，破壞普京與美國總統特朗普即將舉行的峰會。
烏克蘭傳媒「基輔獨立報」引述1名有份聽取俄羅斯總統普京與美國總統中東問題特使威特科夫會面情況簡報的烏克蘭總統辦公室不具名官員消息報道，俄羅斯總統普京在會面中，將俄羅斯制定的和平計劃交給威特科夫，計劃要求基輔從頓涅茨克和盧甘斯克撤軍，而俄羅斯將滿足於目前在扎波羅熱南部和赫爾松州的控制範圍，同時俄羅斯將從哈爾科夫和蘇梅州所控制的小量地區撤軍。該名消息人士表明計劃將被烏克蘭徹底拒絕，但特朗普迅速宣佈於8月15日與普京會面，認為這表明美國已經事實上同意該提案。
美國傳媒「全國廣播公司」引述美國高層官員消息報道，指白宮正考慮邀請烏克蘭總統澤連斯基15日赴阿拉斯加，而美國總統特朗普對美俄烏三方會談持開放態度。但有消息人士指，即使澤連斯基與會，亦不肯定俄羅斯總統普京是否願意與澤連斯基「共處一室」。

## 8月10日
烏克蘭敖德薩州州長表示，俄羅斯水雷分別在敖德薩以南約60公里處的海灘和南部扎託卡一個海灘發生爆炸，至少造成3名在海灘游泳的平民死亡。扎波羅熱州州長表示，俄羅斯使用制導空中炸彈襲擊扎波羅熱市，擊中民用基礎設施，包括公共汽車站和大學診所，至少造成20名平民受傷。
烏克蘭武裝部隊總參謀部表示，自全面入侵以來，俄羅斯在烏克蘭損失1,063,240名士兵，過去一天俄軍有950人傷亡，累計損失11,089輛坦克、23,107輛裝甲戰鬥車輛、57,982輛車輛和油箱、31,343門火砲系統、1,460套多管火箭系統、1,204套防空系統、421架飛機、340架直升機、50,455架無人機、3,556枚巡弋飛彈、28艘船隻和1艘潛艦等。總參謀部表示，烏軍解放蘇梅州與俄羅斯接壤的貝茲薩利夫卡村，在行動中俄羅斯損失18名士兵。
俄羅斯Telegram頻道報道，烏克蘭無人機襲擊俄羅斯薩拉托夫一家煉油廠，引發大火和爆炸。
烏克蘭傳媒「基輔獨立報」引述烏克蘭國防部情報總局消息報道，烏克蘭無人機襲擊距離俄烏邊境2千公里的科米共和國盧克-烏赫塔煉油廠科米共和國，損毁油罐和生產丙烷、丁烷和汽油的天然氣和冷凝液加工廠，同時當地出現停電和網絡中斷等問題。
烏克蘭總統澤連斯基與阿塞拜疆總統阿利耶夫通電話，討論俄羅斯在8日對敖德薩地區阿塞拜疆國家石油公司石油倉庫的襲擊。澤連斯基會後表示，襲擊不僅僅是對設施的蓄意攻擊，亦是對烏克蘭和阿塞拜疆兩國合作的攻擊，阿利耶夫向澤連斯基保證將不顧任何挑戰繼續合作。阿塞拜疆傳媒報道，俄軍過去幾個星期有系統地襲擊阿塞拜疆在烏克蘭的能源設施，可能改變阿塞拜疆向烏克蘭提供武器的禁令。另外澤連斯基在夜間講話中表示，俄羅斯的目標是在即將舉行的會談中欺騙美國，但烏克蘭不會讓這一手段成功。烏克蘭正與美國的合作夥伴就如何確保和平進行持續溝通，同時讚揚特朗普對拯救生命的承諾，指出正在進行的戰爭唯一根本原因是普京對征服的渴望，而目前俄羅斯並沒有對和平展現出實質興趣，連日來繼續攻擊烏克蘭多地造成平民傷亡。
烏克蘭國防部情報總局公布攔截電話錄音顯示，一名俄羅斯別爾哥羅德州居民批評俄軍戰機向平民區投下炸彈。
烏克蘭國土防衛隊「抵抗委員會」小隊表示，加入軍隊的烏克蘭著名藝術家大衛·奇奇坎8日在扎波羅熱州前線戰鬥期間陣亡。
美國副總統萬斯表示，即使俄羅斯和烏克蘭之間談判達成一套解決方案，也不太可能讓任何一方滿意，最終俄羅斯與烏克蘭可能都對任何協議感到不高興，但美國的目標是促成兩國都能接受的解決方案。表明美國正在努力安排普京、澤連斯基和特朗普舉行三方會談，但認為若普京未先與特朗普會談就與澤連斯基見面，成效將不大。
北約秘書長呂特表示，美國總統特朗普與俄羅斯總統普京的會面中，特朗普將考驗普京對和平的想法，如果峰會進展順利，烏克蘭將參與即將到來的和平談判。當談到和平談判、停火以及領土安排、烏克蘭的安全保障等議題時，烏克蘭必須參與其中，但仍然需要看待普京對事件的態度。如果沒有烏克蘭的參與，特朗普和普京在阿拉斯加不會簽署和平協議。又指出烏克蘭最終可能不得不接受俄羅斯對其被佔領土部分地區事實上的控制權，作為未來和平協議的一部分。而目前的問題是如何超越停火，包括在烏克蘭的安全保障方面的安排。
斯洛伐克總理菲科表示，由於西方未能利用烏克蘭削弱俄羅斯，基輔將「付出慘痛代價」，指出每個人都知道這場衝突在近代歷史上有著嚴重的根源，無法透過軍事手段解決，而每個人都知道烏克蘭加入北約是不可能的。並用非洲諺語「草」和「大象」來代指美國、俄羅斯和烏克蘭，表明無論8月15日大象的談判結果如何，草都會受損，而這次是烏克蘭。烏克蘭外交部隨即譴責菲科公開發表攻擊烏克蘭和烏克蘭人民的言論，並警告不要使用不友善的民間寓言。

## 8月11日
烏克蘭地方政府表示，截至11日上午9時，俄羅斯在過去24小時內襲擊赫爾松、蘇梅、尼古拉耶夫、第聶伯羅彼得羅夫斯克、頓涅茨克、盧甘斯克、切爾卡瑟、哈爾科夫、扎波羅熱和切爾尼戈夫等地，至少造成7名平民死亡，49名平民受傷。烏克蘭空軍表示，俄軍對烏克蘭各地發動導彈和無人機襲擊，其中從庫爾斯克、米列羅沃和沙塔洛沃等地發射71架見證者-136無人機和不明型號無人機。其中59架見證者-136無人機和不明型號無人機被防空部隊在烏克蘭各地擊落或因電子戰措施，未能擊中目標。
烏克蘭武裝部隊總參謀部表示，自全面入侵以來，俄羅斯在烏克蘭損失1,064,240名士兵，過去一天俄軍有1千人傷亡，累計損失11,093輛坦克、23,114輛裝甲戰鬥車輛、58,113輛車輛和油箱、31,380門火砲系統、1,462套多管火箭系統、1,204套防空系統、421架飛機、340架直升機、50,646架無人機、3,556枚巡弋飛彈、28艘船隻和1艘潛艦等。總參謀部表示，烏軍襲擊俄佔頓涅茨克地區的一個俄羅斯指揮所，殺死呼號「Dniepr」的第85機動步槍旅指揮官，並造成另外5名俄羅斯士兵死亡。
俄羅斯下諾夫哥羅德州州長表示，烏克蘭無人機對當地兩個工業區發動攻擊，至少一死兩傷。烏克蘭傳媒「基輔獨立報」引述烏克蘭國家安全局消息報道，安全局無人機擊中俄羅斯下諾夫哥羅德州一家生產巡航導彈部件的工廠。
戰場監測組織「DeepState」表示，俄軍向頓涅茨克州的多布羅皮利亞-克拉馬託斯克高速公路推進，佔領附近定居點的陣地，以支援進一步的進攻行動。
烏克蘭傳媒「基輔獨立報」引述烏克蘭國防部情報總局消息報道，烏克蘭無人機襲擊距離烏克蘭前線約1,200公里的俄羅斯奧倫堡氦氣工廠，是俄羅斯唯一生產火箭製造、航天業和航空部門至關重要的部件的設施。
烏克蘭總統澤連斯基表示，在過去一星期俄軍向烏克蘭發射1千多枚空中炸彈和1千4百架無人機，指控俄羅斯沒有試圖同意世界眾多的要求並停止殺戮。另外，澤連斯基與加拿大總理卡尼通電話，一同歡迎美國總統特朗普努力為烏克蘭實現持久和平，但強調國際邊界不能透過武力改變，任何解決方案都必須包括強大和可信的安全保證，強調烏克蘭必須直接參與任何關於結束俄羅斯戰爭的討論。澤連斯基在晚間講話中表示，俄羅斯正準備在烏克蘭發動新的攻勢，並且沒有表現出準備停火的跡象，認為普京肯定沒有為停火和結束戰爭做準備，指出普京只對將與美國的會面作為其個人的勝利感興趣，並繼續像以前一樣行事，像以前一樣對烏克蘭施加壓力。
美國總統特朗普表示，烏克蘭總統澤連斯基不會參加即將於8月15日在美國阿拉斯加舉行的美俄領袖會談，指出想說澤連斯基可以去，但過去三年半澤連斯基參加很多會議，卻什麼都沒發生。認為在自己與普京會面後，烏克蘭和俄羅斯領袖應該舉行一次會議。同時對澤連斯基關於需要「憲法批准」才能將土地交換作為潛在和平協議一部分的說法「有點困擾」，認為澤連斯基已經獲得批准參與戰爭並殺死所有人，質疑是否需要批准才能進行土地交換，並表明肯定會有一些土地交換和將改變戰線，指出俄羅斯佔領烏克蘭很大一部分領土，將努力將其中一些領土歸還給烏克蘭。特朗普將即將與普京的會面描述為「試探性會談」，並希望俄羅斯總統能夠參與其中並結束這場戰爭。自己大概在會議開始的兩分鐘內，就能確切地知道能否達成協議。
波蘭總理圖斯克表示，美國已經承諾在美國總統特朗普與俄羅斯總統普京舉行峰會之前與歐洲夥伴進行協調。並且指出對兩國元首的會談抱有很多恐懼和希望，包括對於總統特朗普的策略在各種行動時的不可預測。
歐盟委員會表示，已根據七國集團特別收入加速機制從凍結的俄羅斯中央銀行資產中獲得第三批16億歐元的凍結利潤，並將撥款95%的15億歐元用於償還烏克蘭的貸款。
阿塞拜疆總統阿利耶夫表示，向阿塞拜疆能源部分配200萬美元，用於向烏克蘭提供人道主義援助。

## 8月12日
烏克蘭地方政府表示，截至12日上午9時，俄羅斯在過去24小時內襲擊赫爾松、蘇梅、尼古拉耶夫、第聶伯羅彼得羅夫斯克、頓涅茨克、盧甘斯克、切爾卡瑟、哈爾科夫、扎波羅熱和切爾尼戈夫等地，至少造成3名平民死亡，29名平民受傷。烏克蘭空軍表示，俄軍對烏克蘭各地發動導彈和無人機襲擊，其中從沃羅涅日和布良斯克地區4枚伊斯坎德爾-M型/KN-23彈道導彈、布良斯克、米列羅沃和沙塔洛沃等地發射48架見證者-136無人機和不明型號無人機，導彈針對切爾尼戈夫州，而無人機針對蘇梅州和頓涅茨克州。其中36架見證者-136無人機和不明型號無人機被防空部隊在烏克蘭各地擊落或因電子戰措施，未能擊中目標。
烏克蘭陸軍表示，11日午夜至12凌晨期間，俄羅斯使用裝有集束彈藥的導彈襲擊烏克蘭的軍事訓練設施，至少造成1名士兵死亡，11名士兵受傷，另外12名士兵因聲學創傷和休克而尋求醫療救助。
烏克蘭武裝部隊總參謀部表示，自全面入侵以來，俄羅斯在烏克蘭損失1,065,220名士兵，過去一天俄軍有980人傷亡，累計損失11,098輛坦克、23,119輛裝甲戰鬥車輛、58,219輛車輛和油箱、31,406門火砲系統、1,464套多管火箭系統、1,205套防空系統、421架飛機、340架直升機、50,753架無人機、3,556枚巡弋飛彈、28艘船隻和1艘潛艦等。烏克蘭國民警衛隊第1亞速軍團表示，部隊在幾天前抵達波克羅夫斯克地區，形容局勢複雜而不斷改變，俄軍試圖推進，但在人員和裝備方面都遭受損失，而亞速部隊已經採取措施阻止該地區的俄軍。烏克蘭軍方承認，一群俄軍繞過頓涅茨克州多布羅皮利亞附近的烏克蘭防軍，但否認這構成突破。其後烏克蘭武裝部隊總參謀部表示，烏軍正在採取有效措施，防止俄羅斯在頓涅茨克州多布羅皮利亞和波克羅夫斯克地區的推進，目前有超過11萬名俄軍集中在波克羅夫斯克地區，並試圖透過在烏克蘭防線之間派遣小步兵部隊來滲透防禦。而俄羅斯步兵團嘗試推進到仍然有44名居民的佐洛季·科洛迪亞茲。所有進攻均被烏克蘭成功防禦。烏克蘭國家安全局表示，烏克蘭無人機襲擊俄羅斯韃坦斯坦共和國一個儲存設施，儲存見證者系列無人機及組裝使用的外國部件。
俄羅斯獨立Telegram頻道報道，烏克蘭無人機過去一夜襲擊俄羅斯斯塔夫羅波爾市一家生產合成藍寶石的工廠，而相關藍寶石可用於民用和軍用光學器件。
烏克蘭能源部表示，俄佔扎波羅熱核電站的貨運港口區域冒出煙霧，警告在該地區的任何挑釁或軍事活動都可能引發對整個大陸造成不可預測的災難性後果，當局正在努力確定事件的確切位置和可能的後果，並指出該港口位於核電站的保護範圍之外。同時譴責俄羅斯繼續在核電站部署部隊和軍事裝備，形容是違反國際法和核安全原則。
烏克蘭總統澤連斯基表示，已指示政府和軍事指揮部考慮放寬對22歲以下烏克蘭男性的出境限制，提案旨在解決對烏克蘭學生人數減少以及在國外失去年輕的烏克蘭人才，而日益增長的擔憂。澤連斯基表明相信這是一個積極且有價值的舉措，將幫助更多年輕的烏克蘭人與烏克蘭保持聯絡，並主要在烏克蘭接受教育。另外澤連斯基與土耳其總統埃爾多安通電話。埃爾多安表示願意未來在土耳其主持烏克蘭和俄羅斯之間的和平談判，又明確表示沒有烏克蘭的任何談判都不會帶來持久的和平，土耳其願意主辦一次涉及烏克蘭、美國、俄羅斯和土耳其的峰會。而澤連斯基在出席論壇時表示，俄羅斯在烏克蘭戰爭中日均傷亡人數約為1千人，其中一半人死亡，大約是烏克蘭損失人數的三倍。並且引用資料表示，俄羅斯在8月11日有531名士兵死亡，428人受傷，9人被俘，而烏克蘭則損失340人，包括18人死亡，243人受傷，79人失蹤。對於美國總統特朗普表示，任何和平協議都會涉及某種程度的領土交換，烏克蘭總統澤連斯基表明，將會拒絕任何將烏軍撤出東部頓巴斯地區的提議，認為這樣做是違反烏克蘭憲法，亦會令基輔失去防線，為莫斯科向其他地區發動進一步攻勢鋪路。又指出領土問題應該在俄羅斯同意停火後再討論，烏克蘭的安全保障亦應該成為討論的部分。而特朗普與普京的對話雖然可能對美俄關係至關重要，但在沒有烏克蘭參與的情況下，兩國無權就烏克蘭問題作出任何決定。
俄羅斯總統普京與北韓領導人、朝鮮勞動黨總書記金正恩通電話。俄羅斯克里姆林宮表示，普京在通話中，就即將與美國總統特朗普在阿拉斯加會談，與金正恩分享信息。北韓國營傳媒「朝中社」報道，金正恩承諾北韓將一如既往本著朝俄兩國條約精神，全面支持俄羅斯領導班子採取的一切措施。而普京則高度贊賞北韓在俄羅斯奪回烏佔庫爾斯克地區過程中提供的支援。南韓傳媒報道，今次通話是北韓傳媒首次發布最高領導人與外國元首通話的消息。
烏克蘭國家安全局局長馬柳克接受聯合新聞電視馬拉松採訪時表示，在6月1日發動的蜘蛛網行動是獨特的多階段特別行動，涉及後勤、代理、通訊和秘密交付等工作，其中在距離俄羅斯車里亞賓斯克地區的俄羅斯聯邦安全局總部僅隔一個街區的地方設立行動辦公室和倉庫，是戰爭最大膽的任務之一。形容為了取得這一結果，參與行動的成員去了「地獄」後回到烏克蘭。在整個行動中摧毁13至21架俄羅斯重型轟炸機，並損壞另外41架。國家安全局在制定計劃期間借鑒打擊跨國有組織犯罪的方法，研究國際販毒集團如何透過海關和邊境管制漏洞走私違禁品。計劃依靠將第一人稱視角無人機走私到數千公里的俄羅斯，並收藏在木製的貨車車斗上，行動中使用的無人機看似與民用相同，但經過特殊改裝，可以攜帶1.6公斤的定製炸藥，旨在燃燒無人機機身並在內部引爆。並且指出駕駛貨車的俄羅斯司機是無意中的參與者。
烏克蘭總統顧問波多利亞克表示，儘管到目前為止俄羅斯仍然拒絕停火，而烏克蘭仍然願意考慮相關安排，同時認為俄羅斯不太可能放棄使用戰略航空武器或大規模無人機襲擊，但烏克蘭準備與俄羅斯討論「空中停火」的可能性，並作為達成現實談判立場的初始階段。
烏克蘭國防部情報總局表示，俄羅斯計劃在2025年生產79,000架見證者系列無人機，指出俄羅斯正在擴大其生產能力，開闢新生產線，並努力使用國產部件取代進口零件來組裝無人機。而俄羅斯的每月招募量正在達到每月軍事需求的105至110%，俄羅斯計劃在2025年招募343,000名士兵，目前已經實現60%以上目標，因此克里姆林宮打算將目標提高至少15至17%，指出俄軍的優勢之一是擁有作戰儲備，能夠輪換部隊並增援前線最關鍵的地區。
美國國務卿魯比奧與俄羅斯外長拉夫羅夫通電話，討論兩國元首會晤籌備事宜，雙方一致認為會晤將會順利舉行。美國白宮新聞秘書萊維特表示，總統特朗普與俄羅斯總統普京將於15日在美國阿拉斯加州安克雷奇，以一對一形式，重申特朗普決心結束在烏克蘭的戰爭，並停止殺戮。並形容會談是總統特朗普的聆聽練習，峰會的具體機制和安排仍在敲定中，特朗普或者有計劃在未來到訪俄羅斯。被問到烏克蘭總統澤連斯基未獲邀參與會談，萊維特指出，特朗普希望未來某個時候能夠舉行三邊會談，但美俄元首會談將為特朗普提供如何結束這場戰爭的最佳指示。
瑞士政府表示，擴大對俄羅斯的制裁名單，以確保與歐盟對俄羅斯的第18輪制裁計劃保持一致，特別是針對俄羅斯的最大預算收入來源石油出口。並且表示，瑞士將相應地降低油價上限，並對幫助俄羅斯規避石油出口制裁和為俄羅斯運輸軍事物資的「影子艦隊」船隻實施制裁。瑞士並沒有完全採納歐盟的第18輪制裁計劃，包括沒有對擁有北溪天然氣管道的能源公司等實施制裁，亦沒有限制透過第三國進口俄羅斯石油產品。
匈牙利總理歐爾班表示，拒絕簽署歐盟發表的支援烏克蘭的聯合聲明，簽署聯合聲明的其餘26個歐盟成員國表示，準備為烏克蘭提供額外的安全保障，支援美國總統特朗普努力結束俄羅斯對烏克蘭的戰爭並實現公正持久的和平，但強調「有意義的談判」只能從停火或大幅減少敵對行動開始。歐盟強調烏克蘭有選擇自己命運的固有權利，並將繼續支援烏克蘭加入歐盟的道路。歐爾班批評聲明試圖為歐盟領袖未被邀請參加的會議設定條件，歐盟領袖唯一明智的行動是根據美俄會議的例子發起一次歐盟-俄羅斯峰會。
法新社基于战争研究所提供的数据所进行的分析，俄军在乌克兰境内实现了过去一年多以来的最大推进。

## 8月13日
烏克蘭地方政府表示，截至13日上午9時，俄羅斯在過去24小時內襲擊赫爾松、蘇梅、尼古拉耶夫、第聶伯羅彼得羅夫斯克、頓涅茨克、盧甘斯克、切爾卡瑟、哈爾科夫、扎波羅熱和切爾尼戈夫等地，至少造成6名平民死亡，15名平民受傷。烏克蘭空軍表示，俄軍對烏克蘭各地發動導彈和無人機襲擊，其中從庫爾斯克地區2枚伊斯坎德爾-M型/KN-23彈道導彈，庫爾斯克、濱海阿赫塔爾斯克和沙塔洛沃等地發射49架見證者-136無人機和不明型號無人機，導彈針對波爾塔瓦州，而無人機針對切爾尼戈夫州、蘇梅州和頓涅茨克州。其中2枚伊斯坎德爾-M型/KN-23彈道導彈、32架見證者-136無人機和不明型號無人機被防空部隊在烏克蘭各地擊落或因電子戰措施，未能擊中目標。
烏克蘭武裝部隊總參謀部表示，自全面入侵以來，俄羅斯在烏克蘭損失1,066,110名士兵，過去一天俄軍有890人傷亡，累計損失11,099輛坦克、23,127輛裝甲戰鬥車輛、58,265輛車輛和油箱、31,429門火砲系統、1,465套多管火箭系統、1,207套防空系統、421架飛機、340架直升機、50,852架無人機、3,558枚巡弋飛彈、28艘船隻和1艘潛艦等。
烏克蘭傳媒「基輔獨立報」引述烏克蘭國防部情報總局消息報道，烏克蘭無人機襲擊俄羅斯布良斯克州一個俄羅斯國家石油管道運輸公司的友誼輸油管道主要石油泵站。
烏克蘭總統澤連斯基抵達德國柏林，與德國總理默茨舉行雙邊會談，其後與以視像方式參與的歐洲各國領袖、北約秘書長呂特和美國總統特朗普舉行會談，並與美國總統特朗普進行單獨通話。澤連斯基在會見傳媒時表示，在與美國總統特朗普的視訊通話中，特朗普表示停火是與俄羅斯總統普京會談的優先事項之一。而默茨則表示，芬蘭、法國、英國、義大利、波蘭、歐盟和北約秘書長亦參與另一場視訊會議，指出各領袖正盡一切可能引導特朗普和普京之間的會議朝着正確方向前進，包括停火、框架協議和準備就領土問題進行談判等，表明在法律上承認以違反國際法的方式佔領的土地不容討論。美國總統特朗普在會談後表示，通話非常友好，並且給予10分滿分，指出自己計劃與普京舉行峰會後，再舉行第二次會議。法國總統馬克龍則表示，美國總統特朗普在通話中承諾美國準備在戰後支援歐洲的安全，包括為烏克蘭提供安全保障，但排除烏克蘭加入北約的可能性。
烏克蘭總理斯維里登科表示，烏克蘭國家石油天然氣公司與歐洲復興開發銀行簽署5.86億美元的緊急天然氣採購協議，資金將用於協助烏克蘭更好地為秋季和冬季作準備，應對俄羅斯對能源基礎設施和天然氣生產設施的攻擊，改善目前烏克蘭天然氣儲存儲備下降到至少11年來最低水準的情況。
烏克蘭外交部譴責格魯吉亞執政黨「格魯吉亞夢想—民主格魯吉亞」在社交平台發佈的片段，當中利用烏克蘭前線被摧毁的城市、陣亡士兵墓地以及失去家園的人民片段，配以格魯吉亞的自然景觀和基礎設施，聲稱格魯吉亞反對戰爭和選擇和平。外交部譴責格魯吉亞執政黨在當地地方選舉前出於政治目的，利用烏克蘭人的痛苦，形容看到格魯吉亞當局在莫斯科面前跪下，無視歷史上格魯吉亞民族的尊嚴和獨立原則令人遺憾。
美國財政部外國資產控制辦公室表示，已經簽發第125號一般許可證，授權允許俄羅斯總統普京及其代表團在現行制裁下到美國阿拉斯加與美國總統特朗普會晤。許可證規定在8月20日凌晨前，與美俄政府在阿拉斯加會晤有關且必要的交易可獲得豁免，但不包括解凍俄方被凍結資產或其他制裁下禁止的交易。
北約表示，德國將向北約提供5億美元資金，協助聯盟透過烏克蘭優先需求清單機制，向烏克蘭提供急需的美製武器。
俄羅斯獨立媒體Mediazona與BBC新聞俄語根據公共來源，包括訃告、親屬、地區媒體和地方當局的報道，確認自2022年2月俄羅斯全面入侵烏克蘭以來，121,507名俄羅斯陣亡士兵的名字，近5,432名軍官在烏克蘭的戰鬥中喪生，至少有17,964名從監獄招募的囚犯、33,152名志願者和13,356名動員士兵在戰爭中死亡，而實際數字可能更高。
英國傳媒「每日電訊報」報道，美國總統特朗普正準備向俄羅斯總統普京提議向俄羅斯提供烏克蘭和美國阿拉斯加的自然資源和稀土礦石以及解除美國對俄羅斯航空部門的制裁，作為交換鼓勵克里姆林宮同意停火。報道指出美國財政部長貝森特和其他政府高級官員正在與特朗普密切商討，希望在峰會前敲定提案。

## 8月14日
烏克蘭地方政府表示，截至14日上午9時，俄羅斯在過去24小時內襲擊赫爾松、蘇梅、尼古拉耶夫、第聶伯羅彼得羅夫斯克、頓涅茨克、盧甘斯克、切爾卡瑟、哈爾科夫、扎波羅熱和切爾尼戈夫等地，至少造成8名平民死亡，18名平民受傷。烏克蘭空軍表示，俄軍對烏克蘭各地發動導彈和無人機襲擊，其中從庫爾斯克地區2枚S-300/400導彈，從庫爾斯克、濱海阿赫塔爾斯克和沙塔洛沃等地發射45架見證者-136無人機和不明型號無人機，導彈針對蘇梅州，而無人機針對切爾尼戈夫州、頓涅茨克州。其中24架見證者-136無人機和不明型號無人機被防空部隊在烏克蘭各地擊落或因電子戰措施，未能擊中目標。
烏克蘭武裝部隊總參謀部表示，自全面入侵以來，俄羅斯在烏克蘭損失1,067,100名士兵，過去一天俄軍有990人傷亡，累計損失11,104輛坦克、23,130輛裝甲戰鬥車輛、58,456輛車輛和油箱、31,458門火砲系統、1,466套多管火箭系統、1,207套防空系統、421架飛機、340架直升機、51,043架無人機、3,558枚巡弋飛彈、28艘船隻和1艘潛艦等。總參謀部表示，烏軍過去一夜使用無人機襲擊俄羅斯伏爾加格勒市一家煉油廠，導致設施發生大火。另外總參謀部表示，烏克蘭特種作戰部隊襲擊俄羅斯南部裡海沿岸阿斯特拉罕州的奧利亞港，針對伊朗製造的軍事物資運往俄羅斯的關鍵後及中心。烏克蘭海軍表示，俄軍一架Su-30SM戰機在烏克蘭蛇島東南方向執行任務期間墜毁，目前原因不明，情報部門攔截的無線電通訊表明俄軍與戰機失去聯絡，並在海面上發現戰機碎片。
俄羅斯羅斯托夫州州長表示，烏克蘭無人機襲擊頓河畔羅斯托夫市一棟大樓，至少造成13人受傷。
烏克蘭總統澤連斯基抵達英國倫敦，與英國首相施紀賢會面。會後澤連斯基表示，會面良好而富有成效，指出如果美國總統特朗普成功向俄羅斯施壓，要求停止殺戮並進行真正的實質性外交，烏克蘭和英國同意在自願和可能的安全保證聯盟來討論安全合作。
烏克蘭總統澤連斯基在社交平台表示，84名烏克蘭士兵和平民獲得俄羅斯釋放，其中包括自2014年起遭到俄羅斯關押的平民以及在2022年負責捍衛馬里烏波爾的士兵。烏克蘭戰俘待遇協調總部表示，當中包括33名士兵和51名平民。俄羅斯國防部則表示，84名俄羅斯士兵獲得釋放，並前往白俄羅斯接受治療。
俄羅斯總統助理烏沙科夫表示，總統普京與美國總統特朗普將於當地時間8月15日上午11時30分在美國阿拉斯加進行一對一對話，其後將會進行五對五的擴大會談，其中俄羅斯代表團包括外交部長、國防部長、財政部長和直接投資基金負責人等。俄羅斯總統新聞秘書佩斯科夫表示，預計峰會不會簽署任何協議。
烏克蘭國家安全與國防委員會轄下反虛假資訊中心表示，俄羅斯總統普京將在與美國總統特朗普的會談中使用「歷史資料」將烏克蘭定性為人為國家而並非能夠在歷史上追溯，相關資料包括一些地理地圖，旨在證明俄羅斯的領土主張和對烏克蘭的軍事行動合理。警告克里姆林宮經常依靠扭曲的歷史敘述來將行動合法化，將烏克蘭描繪成歷史上依賴俄羅斯，並將烏克蘭的主權框定為非法。
烏克蘭國家安全局指控已逃往俄羅斯的前烏克蘭國會議員、親俄寡頭梅德維丘克以及其他12人涉嫌與俄羅斯合作促進莫斯科的利益。13人涉嫌犯下叛國罪，公開呼籲作為有組織犯罪集團的一部份奪取國家權力並協助俄羅斯侵略烏克蘭。
烏克蘭總統制裁事務協調專員弗拉西尤克表示，日本經濟部調查後發現一項規避制裁計劃，透過中國公司向俄羅斯出口高精度製造裝置，發現由日本津上企業生產的三百多台精密機床在出口至七間中國公司後失蹤，當中30台在追蹤後發現已被轉售至俄羅斯。日本當局要求津上企業中止與相關中國公司的合同，停止對相關機床的系統支援。
聯合國駐烏克蘭人權監測團表示，7月份烏克蘭至少有1,674名平民傷亡，創下自俄羅斯全面入侵以來的新紀錄，當中包括286名平民死亡和1,388名平民受傷。其中俄羅斯使用導彈等遠端武器所造成的傷亡造成近40%，短程無人機則佔24%。傷亡人數激增主要發生在烏克蘭前線地區，監測人員認為趨勢與俄羅斯加強進攻行動有關。
美國總統特朗普表示，認為與俄羅斯總統普京的峰會有兩成半機會談不妥，若雙方會晤良好，將會通知烏克蘭總統澤連斯基安排另一次會晤。若會晤會無法在良好氣氛下完成，則不會舉行聯合記者會，特朗普將自行舉行記者會交代會面詳情。特朗普有指出在會談首2分鐘辯論確定能否達成協議，重申相信普京已準備好結束戰事，但可能至少在要會談多一次，俄烏才能正式停戰。若有另一次會晤可能會邀請部份歐洲領導人參與。又再次警告普京，如果俄羅斯不同意停戰，將會有嚴厲後果。
美國白宮新聞秘書萊維特表示，美國總統特朗普在調解烏克蘭問題上的優先選項仍然是談判與外交，特朗普有對俄羅斯實施新制裁和其他多項措施的能力，但特朗普目前並不希望動用這些手段，除非在迫不得已的情況下。
匈牙利外交部長西雅爾多表示，譴責烏克蘭對俄羅斯布良斯克州「友誼」石油管道關鍵配電站的無人機襲擊，形容襲擊令人髮指，影響匈牙利的石油進口和能源安全，又指出截至6月上半月，烏克蘭進口電力的44%來自匈牙利。如果沒有匈牙利，烏克蘭的能源安全將非常不穩定。
大批民眾在即將舉行美俄領袖峰會的美國阿拉斯加州安克拉治進行抗議，要求特朗普不要向普京讓步，換取俄烏戰爭結束。示威者揮舞烏克蘭國旗表達訴求，標語寫著「阿拉斯加與烏克蘭站在一起」、「普京不會止步於烏克蘭」等。

## 8月15日
烏克蘭地方政府表示，截至15日上午9時，俄羅斯在過去24小時內襲擊赫爾松、蘇梅、尼古拉耶夫、第聶伯羅彼得羅夫斯克、頓涅茨克、盧甘斯克、切爾卡瑟、哈爾科夫、扎波羅熱和切爾尼戈夫等地，至少造成6名平民死亡，17名平民受傷。烏克蘭空軍表示，俄軍對烏克蘭各地發動導彈和無人機襲擊，其中從沃羅涅日和布良斯克地區2枚伊斯坎德爾-M彈道導彈，從庫爾斯克、布良斯克、濱海阿赫塔爾斯克和沙塔洛沃等地發射97架見證者-136無人機和不明型號無人機，導彈針對哈爾科夫州和切爾尼戈夫州，而無人機針對哈爾科夫州、蘇梅州和頓涅茨克州。其中63架見證者-136無人機和不明型號無人機被防空部隊在烏克蘭各地擊落或因電子戰措施，未能擊中目標。
烏克蘭武裝部隊總參謀部表示，自全面入侵以來，俄羅斯在烏克蘭損失1,068,040名士兵，過去一天俄軍有940人傷亡，累計損失11,106輛坦克、23,133輛裝甲戰鬥車輛、58,596輛車輛和油箱、31,498門火砲系統、1,467套多管火箭系統、1,207套防空系統、422架飛機、340架直升機、51,190架無人機、3,558枚巡弋飛彈、28艘船隻和1艘潛艦等。總參謀部表示，過去一夜擊中俄羅斯俄羅斯薩馬拉州的一家煉油廠、俄佔頓涅茨克葉納基耶夫的俄羅斯第132獨立機動步槍旅指揮所和其他俄羅斯目標。烏克蘭第7軍團空降突擊部隊表示，烏軍已經清除頓涅茨克州波克羅夫斯克的俄羅斯破壞組織，烏克蘭部隊在城市內行動，平民可以活動，但在當地的活動仍然受到嚴格限制。
俄罗斯库尔斯克州代理州长表示，凌晨一架乌军无人机袭击了該州一栋多层居民楼，造成1人死亡、10人受伤。
美國總統特朗普在前往阿拉斯加州出席與俄羅斯總統普京的會談期間，在空軍一號上向傳媒表示，會談中將討論領土交換問題，但相關問題必須由烏克蘭作出決定，自己不是來為烏克蘭談判的，聲稱如果特朗普不上任，普京將奪取整個烏克蘭。又表示俄羅斯可能正試圖透過新一輪無人機襲擊為談判「奠定基礎」。特朗普亦證實自己曾與白俄羅斯總統盧卡申科通電話，討論釋放1,300名政治犯以及自己與普京的會面。美國總統特朗普在舉行會談的阿拉斯加州安克雷奇埃爾曼多夫-理查森聯合基地親自迎接乘專機抵達的俄羅斯總統普京，在兩人準備合照前，一架美軍B2轟炸機和四架戰機在兩人上空飛過。雙方隨即舉行近3小時的三對三會談，並出席記者會。記者會上普京表示，自己與特朗普進行建設性的會談，又感謝對方的會面邀請。指出俄方與特朗普建立非常好的直接聯繫，看到特朗普渴望真正了解俄烏衝突的本質。強調俄方真心希望結束俄烏戰爭，但事前必須消除一切導致衝突發生的根源。聲稱自己同意特朗普有關確保烏克蘭的安全的觀點。並希望今天達成的協議能夠成為俄美關係復原的起點。特朗普在普京結束發言後稱，會談富有成效，在大多數問題上與俄羅斯達成一致。自己即將致電北約成員和烏克蘭總統澤連斯基，介紹本次會晤的結果。同時特朗普指出會面就部份項目取得進展，但在多個大議題上需要繼續談判。兩人均沒有回應在場記者追問。原定會後舉行的代表團午宴取消，特朗普先行返回華盛頓，普京則前往理查森堡軍事紀念公墓向埋葬在當地的蘇聯士兵墓地獻花後離開阿拉斯加。
美國總統特朗普在返回華盛頓後接受傳媒訪問時表示，將自己與俄羅斯總統普京的會面評為10分滿分，指出兩人相處得很好。會上雙方同意了很多問題，形容是一次熱烈的會議。在與普京會面後特朗普認為，儘管未能夠達成停火，但認為制裁不是一項必要的措施，可能需要在兩週或三週後再考慮這個問題。同時指出現在是由烏克蘭和總統澤連斯基透過與俄羅斯達成和平協議來結束戰爭。自己給予澤連斯基的建議是「做個交易」，並必須達成協議，俄羅斯是一個非常大的大國，而烏克蘭不是。談判過程的下一步是澤連斯基和普京面對面會面，會議將很快進行，自己可能也會參加會談。會議中一個主要的協議點涉及美國前總統拜登。普京公開認同如果特朗普在2022年擔任總統，戰爭永遠不會發生。特朗普在訪問中表示，當普京認同時，自己非常高興。又指出普京慷慨讚揚美國總統的領導能力。另外特朗普表示會面期間與普京討論烏克蘭的領土互換和安全保障問題，並已經大致同意基本要點，認為已經接近達成協議，而烏克蘭必須同意。
烏克蘭軍方戰略通訊部門表示，烏克蘭對俄羅斯的遠端打擊已經對俄羅斯2025年的國內生產總值造成4.11%的損失，估算約等如741億美元。當中今年年初以來烏克蘭約有10%的襲擊擊中距離邊境1千公里以上的目標。煉油廠是最常見的目標佔42%，其次是倉庫佔37%，石油泵站佔10%，碼頭和港口佔7%，其他設施佔4%。
新聞通訊社「路透社」引述美國白宮消息人士報道，美國總統特朗普在阿拉斯加州會見俄羅斯總統普京時，向普京轉交一封由夫人梅拉尼亞撰寫的信，關於俄羅斯強制驅逐和綁架的烏克蘭兒童，但沒有交代信件中的內容。
美國前國務卿、2016年美國總統大選民主黨候選人希拉里表示，如果特朗普能夠結束俄烏戰爭，且烏方不向俄羅斯割讓領土，她將親自提名特朗普角逐諾貝爾和平獎。

## 8月16日
烏克蘭武裝部隊總參謀部表示，自全面入侵以來，俄羅斯在烏克蘭損失1,069,050名士兵，過去一天俄軍有1,010人傷亡，累計損失11,112輛坦克、23,135輛裝甲戰鬥車輛、58,733輛車輛和油箱、31,540門火砲系統、1,467套多管火箭系統、1,207套防空系統、422架飛機、340架直升機、51,342架無人機、3,558枚巡弋飛彈、28艘船隻和1艘潛艦等。總參謀部表示，烏克蘭士兵繼續積極摧毀敵人，部隊已在蘇梅州多個地區取得進展，在蘇梅州東北部推進約2公里。烏克蘭軍方表示，在戰鬥加劇的情況下，俄軍繼續在前線，特別在頓涅茨克州多布羅皮利亞和波克羅夫斯克周圍施壓烏克蘭防線，並且佔領烏克蘭東部頓涅茨克州多布羅皮利亞西南部的波皮夫亞爾村和位於斯洛維揚斯克東北部的伊萬諾-達裡夫卡村。警告莫斯科可能會尋求在未來的談判中獲得影響力。烏克蘭第聶伯羅部隊集團表示，隨著俄軍在武赫萊達爾以西的諾維·沙霍夫附近擴大控制，並加強對多布羅皮利亞區定居點伊萬尼夫卡的攻擊，戰鬥仍在繼續。
烏克蘭總統澤連斯基表示，於當地時間16日與美國總統特朗普進行大約一個半小時漫長而有意義的一對一會談，其後多位歐洲領導人加入進行約1小時會談，討論美國總統特朗普與俄羅斯總統普京會談後的成果。其中烏克蘭向美國再次確認為了和平將盡可能高效地參與談判，亦支援特朗普關於烏美俄三邊會談的提議。澤連斯基亦將應特朗普的邀請在18日訪問美國，繼續討論結束殺戮的細節。澤連斯基其後在社交平台表示，感謝美國總統特朗普的支持，所有要點對於實現真正可持續和可信的和平至關重要。但俄羅斯拒絕許多停火要求，尚未確定何時停止殺戮。這使局勢更加複雜。如果俄羅斯連執行停止攻擊的簡單命令都不願意，那麼俄羅斯可能需要付出巨大努力才能有意願執行更多的事情，包括與鄰國實現數十年的和平共處。
俄羅斯聯邦安全理事會副主席、前總統梅德韋傑夫表示，總統普京和美國總統特朗普的會議恢復兩位總統之間的全面會議機制，普京能夠概述俄羅斯結束入侵烏克蘭的條件，而特朗普暫時沒有向俄羅斯施加壓力。會議證明在沒有先決條件的情況下，談判是可能的，同時亦可以繼續「特別軍事行動」。俄羅斯外交部發言人扎哈羅娃表示，普京在抵達阿拉斯加安克雷奇時受到紅地毯待遇，標誌著俄羅斯遭受西方的孤立狀態已經結束。形容西方媒體在過去三年處於一種近乎完全瘋狂的狀態，一直在談論俄羅斯的孤立，但現在看到了迎接俄羅斯總統到美國的紅地毯。
英國首相施紀賢、法國總統馬克龍、義大利總理梅洛尼、德國總理默茲、波蘭總理圖斯克、歐盟委員會主席馮德萊恩、歐洲理事會主席科斯塔和芬蘭總統斯塔布在與美國總統特朗普和烏克蘭總統澤連斯基通電話後發表聯合聲明，支援美國總統特朗普為努力結束俄羅斯在烏克蘭的戰爭以作出的努力，但強調烏克蘭應該決定自己的邊界命運，烏克蘭必須獲得鐵板的安全保證，不應限制烏克蘭的武裝部隊與第三國合作的權利，俄羅斯不能夠否決烏克蘭加入歐盟和北約的道路，國際邊界亦不能夠以武力方式改變。
丹麥、愛沙尼亞、芬蘭、冰島、拉脫維亞、立陶宛、挪威和瑞典發表聯合聲明，支援烏克蘭的主權，並要求公正地結束俄羅斯的全面戰爭。各國仍然堅定地支援烏克蘭，支援包括美國總統特朗普在內結束俄羅斯對烏克蘭的侵略戰爭的努力。為了實現公正和持久的和平，下一步必須與烏克蘭一起，只有烏克蘭才能就其未來作出決定。重申歷史表明，普京是不可信的。歸根結底俄羅斯有責任結束其公然違反國際法的行為，俄羅斯的侵略和帝國主義野心是這場戰爭的根本原因。呼籲盡快在烏克蘭實現停火、可信的安全保證、釋放被俄羅斯綁架的烏克蘭兒童，以及烏克蘭盟友承諾防止俄羅斯未來襲擊。堅持認為俄羅斯無權否決烏克蘭進入北約或歐盟的道路。八國堅定不移地支援烏克蘭的主權、獨立和領土完整。
美國傳媒「紐約時報」引述歐洲官員消息報道，美國總統特朗普在結束與俄羅斯總統普京的會談後，向歐洲官員表示，在會談後同意應該迅速達成和平協議而不是立即停火。認為如果基輔完全撤出烏克蘭東部的頓巴斯地區，包括目前無人居住的土地，就可以達成協議。同時特朗普指出在會談期間，為了換取烏克蘭的撤軍，普京提出凍結當前前線的戰爭，並書面承諾不再攻擊烏克蘭或歐洲國家，又要求將俄語再次列為烏克蘭的官方語言。

## 8月17日
烏克蘭地方政府表示，截至17日上午9時，俄羅斯在過去24小時內襲擊赫爾松、蘇梅、尼古拉耶夫、第聶伯羅彼得羅夫斯克、頓涅茨克、盧甘斯克、切爾卡瑟、哈爾科夫、扎波羅熱和切爾尼戈夫等地，至少造成5名平民死亡，11名平民受傷。烏克蘭空軍表示，俄軍對烏克蘭各地發動導彈和無人機襲擊，其中從庫爾斯克、布良斯克、米列羅沃、濱海阿赫塔爾斯克和沙塔洛沃等地發射1枚伊斯坎德爾-M彈道導彈和60架見證者-136無人機和不明型號無人機。其中40架見證者-136無人機和不明型號無人機被防空部隊在烏克蘭各地擊落或因電子戰措施，未能擊中目標。哈爾科夫州州長表示，俄軍晚上對當地發動大規模導彈和無人機襲擊，擊中10多幢公寓樓，至少造成7名平民死亡，包括2名兒童，24名平民受傷。
烏克蘭武裝部隊總參謀部表示，自全面入侵以來，俄羅斯在烏克蘭損失1,069,950名士兵，過去一天俄軍有900人傷亡，累計損失11,116輛坦克、23,143輛裝甲戰鬥車輛、58,821輛車輛和油箱、31,589門火砲系統、1,468套多管火箭系統、1,208套防空系統、422架飛機、340架直升機、51,528架無人機、3,558枚巡弋飛彈、28艘船隻和1艘潛艦等。總參謀部表示，武裝部隊在頓涅茨克州東部取得進展。從8月4日至16日烏軍奪回並清除在頓涅茨克州赫魯茲克、魯比茲內、諾沃沃迪亞內、佩特里夫卡、維塞勒和佐洛蒂·科洛迪亞茲的俄軍士兵。俄軍在當地遭受重大損失，包括910人死亡，335人受傷，37人被俘。
烏克蘭傳媒「基輔獨立報」引述烏克蘭國防部情報總局消息報道，情報總局無人機襲擊沃羅涅日地區的俄羅斯軍事後勤設施，襲擊中無人機擊中利斯基一個火車站，破壞俄羅斯的彈藥和部隊運輸。
烏克蘭總統澤連斯基在前往美國前，先到比利時布魯塞爾與歐盟委員會主席馮德萊恩會面。並確認馮德萊恩、英國首相施紀賢、德國總理默茨、法國總統馬克龍、意大利總理梅洛尼，芬蘭總統斯圖布以及北約秘書長呂特亦會前往華盛頓，參與美烏領導人的會晤。有報道分析認為，歐洲領袖一同前往華盛頓，是要避免今年2月澤連斯基與特朗普在白宮的爭吵事件重演。而馮德萊恩在與澤連斯基會面後表示，國際邊界不能透過武力改變，並強調如果烏克蘭沒有在談判桌上，就不能作出關於烏克蘭領土的決定，同時支援向烏克蘭提供類似北約第5條集體安全條款類似的安全保證，歡迎美國總統特朗普可能願意為這種保證做出貢獻，而歐盟和「自願聯盟」成員已經準備好盡自己的一份力量。歐洲亦將維持並擴大對俄羅斯的制裁，預計9月初將實施第19輪制裁計劃，同時加強烏克蘭的國防能力和國防工業，特別是國防工業。澤連斯基則重申，基輔永遠不會割讓領土，俄羅斯在頓涅茨克地區仍然失敗，普京12年來一直無法接管當地，而烏克蘭憲法使得不可能放棄領土或交易土地。強調關於領土問題的決定只應由烏克蘭和俄羅斯領袖在烏美俄三方會議上討論，如果莫斯科拒絕此類談判，必須採取新的制裁措施。澤連斯基其後與馮德萊恩一同參與自願聯盟的線上會議，提出結束烏克蘭戰爭的談判應從目前的戰線開始，重申烏克蘭憲法並不允許放棄領土和交易土地。
烏克蘭總統澤連斯基簽署法令，對與俄羅斯無人機行業有關的個人和公司實施新制裁，當中針對來自俄羅斯、中國和白俄羅斯的39名公民和55家公司實施限制。涉及參與使用人工智慧生產無人機的實體，以及無人駕駛飛行器電子元件供應商等。
烏克蘭國防部情報總局表示，俄羅斯列寧格勒軍區副指揮官埃塞杜拉·阿巴切夫中將在烏克蘭襲擊庫爾斯克州的俄羅斯車隊時受傷，胳膊和腿因襲擊而被截肢。俄羅斯達吉斯坦共和國首腦梅利科夫其後表示，阿巴切夫中將在俄羅斯的一個邊境地區受重傷。
美國總統特朗普表示，結束俄烏戰爭的責任在於烏克蘭總統澤連斯基，因為澤連斯基如果願意的話可以幾乎立即結束戰爭，但認為收回被俄羅斯佔領的克里米亞或加入北約的想法，並不再談判桌之上。另外特朗普在社交平台公布15日與普京會面期間向普京轉交由其夫人梅拉尼亞撰寫的信件，信件中提到每個孩子的心中都懷抱著相同的安靜夢想，無論他們是隨機出生於一個國家的鄉村，還是在壯麗的城市中心。他們夢想著愛、可能性，並渴望免受危險的侵擾。作為父母有責任培育下一代的希望。作為領導者維護我們孩子的責任超越少數人的舒適。毫無疑問，我們必須努力為所有人描繪一個充滿尊嚴的世界，讓每個靈魂都能在和平中醒來，讓未來本身得到完美的守護。一個簡單而深刻的概念，普京先生，我相信您也同意，那就是每一代的子孫在開始生命時都擁有一種純真。這種純真超越了地理、政府和意識形態。然而在當今世界，某些孩子被迫以安靜的笑聲面對周圍的黑暗，這是一種對可能奪走他們未來的力量的沉默反抗。普京先生，您可以單獨恢復他們旋律般的笑聲。在保護這些孩子的純真時，您不僅是在為俄羅斯服務，更是在為整個人類服務。這樣一個大膽的理念超越了所有人類的分歧，而您，普京先生，正適合今天就用一筆來實現這一願景。
法國總統馬克龍在出席自願聯盟線上會議後表示，自己並不相信普京想要和平，普京所提出的和平提案，只是希望烏克蘭投降，各國希望達到強大和持久的和平，且所有戰俘和無辜的平民能夠返回自己的國家的和平以及尊重所有國家主權和領土完整的和平。認為應該在烏克蘭和平問題上統一陣線，自己將會在18日與美國總統特朗普會談期間詢問美國將在和平協議中對烏克蘭的安全保障作出什麼貢獻，以及會到達什麼程度。
美國國務卿盧比奧表示，美國總統特朗普和俄羅斯總統普京的會晤，雖然未能讓俄烏兩國接近於達成停戰協議，但在促使交戰雙方各自作出讓步以實現進一步談判方面確實取得一些進展。烏克蘭顯然感到受到傷害，因為是他們遭到入侵，而俄羅斯認為自己在戰場上占據優勢，坦率地說俄羅斯似乎並不在意有多少士兵在這場行動中喪生。當被問及美國是否接受普京在談判桌上提出的所有條件時，盧比奧表示美國無法接受或拒絕任何條件，因為這最終要由烏克蘭來決定。俄羅斯要達成和平協議的對象必須是烏克蘭，而烏克蘭要達成協議的對象則是俄羅斯。另外盧比奧否認歐洲領袖一同前往美國參與美烏領袖的會面是為了防止烏克蘭總統澤連斯基「被欺負」的想法，形容這一想法「不真實」和「愚蠢的媒體敘述」。
美國總統中東問題特使威特科夫表示，美俄領導人15日會晤取得重大進展，促使美國總統特朗普放棄俄烏立即停火的訴求，轉而致力於推進更廣泛和平協議。指出俄羅斯已在涉及5個烏克蘭地區的問題上作出一些讓步。同時俄羅斯總統普京已同意在未來的和平協議中納入一項「類北約第五條款」的安全保障條款，即若烏克蘭遭到攻擊，將被視為對所有保障國的攻擊。這是繞開俄方堅決反對烏克蘭加入北約的一種替代方案，也是首次聽到俄方同意類似條款寫入和平協議，可視為重大突破。
新聞通訊社「美聯社」攝影記者盧卡茲基報道，在訪問烏克蘭新創武器製造商「火點」期間參觀一個未公開的生產車間，並拍攝到烏克蘭國內研發的遠端巡航導彈「火烈鳥」已經進入批次生產階段，報道指出該導彈射程為3千公里。而烏克蘭官方並未公布任何細節。

## 8月18日
烏克蘭地方政府表示，截至18日上午9時，俄羅斯在過去24小時內襲擊赫爾松、蘇梅、尼古拉耶夫、第聶伯羅彼得羅夫斯克、頓涅茨克、盧甘斯克、切爾卡瑟、哈爾科夫、扎波羅熱和切爾尼戈夫等地，至少造成8名平民死亡，35名平民受傷。烏克蘭空軍表示，俄軍對烏克蘭各地發動導彈和無人機襲擊，其中從塔甘羅格、米列羅沃和庫爾斯克地區發射4枚伊斯坎德爾-M彈道導彈，從庫爾斯克、奧廖爾、布良斯克、米列羅沃、濱海阿赫塔爾斯克和俄佔克里米亞等地發射140架見證者-136無人機和不明型號無人機。其中88架見證者-136無人機和不明型號無人機被防空部隊在烏克蘭各地擊落或因電子戰措施，未能擊中目標。扎波羅熱州長表示，俄軍上午對扎波羅熱市發動導彈襲擊，擊中一個工業設施，並損壞附近的住宅區，至少造成3名平民死亡，30名平民受傷，包括1名兒童。
烏克蘭武裝部隊總參謀部表示，自全面入侵以來，俄羅斯在烏克蘭損失1,070,890名士兵，過去一天俄軍有940人傷亡，累計損失11,118輛坦克、23,148輛裝甲戰鬥車輛、58,937輛車輛和油箱、31,632門火砲系統、1,469套多管火箭系統、1,208套防空系統、422架飛機、340架直升機、51,685架無人機、3,558枚巡弋飛彈、28艘船隻和1艘潛艦等。武裝部隊總司令瑟爾斯基表示，過去一年烏克蘭成功從直升機上使用機槍擊落3,200多架俄羅斯見證者系列無人機。另指出俄羅斯正在將軍隊重新部署到扎波羅熱地區，在部分佔領的烏克蘭東南部地區進行新攻勢。前線局勢仍然困難，俄軍集中在頓涅茨克州波克羅夫斯克附近地區和扎波羅熱，其他俄羅斯可能優先發動行動的地區包括第聶伯羅彼得羅夫斯克州的新巴甫利夫卡附近和頓涅茨克州的萊曼周圍地區。
烏克蘭總統澤連斯基抵達美國華盛頓，先會見美國總統烏克蘭問題特使凱洛格。澤連斯基先與特朗普在橢圓形辦公室會面，美國副總統萬斯、國務卿盧比歐和烏克蘭總統辦公室主任葉爾馬克、國家安全與國防委員會秘書烏梅羅夫等陪同。澤連斯基在會上表示，烏克蘭希望結束戰爭，並歡迎美國總統特朗普提出舉行三邊會面的提議。並向特朗普轉交其夫人澤連斯卡婭撰寫給特朗普夫人梅拉尼亞的信件，並感謝對方在烏克蘭兒童問題上撰寫信件給予俄羅斯總統普京。特朗普則表示如果一切順利能夠盡快安排舉行三邊會面，當被問及烏克蘭的安全保證是否涉及美軍時，特朗普沒有直接回應，只是指出將與烏克蘭合作，將與每個人合作，將確保如果有和平，和平將長期持續下去。當再次被問及烏克蘭的安全保證時表示，美國將給烏克蘭很好的保護，非常好的安全保障。關於停火問題，特朗普表示，認為烏克蘭不需要停火，但從戰略上也可以理解為什麼一個國家或另一個國家不想要。當被問及特朗普對遭受俄羅斯攻擊的烏克蘭人有什麼表示時，特朗普表示他愛烏克蘭人民，他們是偉大的人，但自己愛所有人，也愛俄羅斯人，自己想阻止戰爭。澤連斯基感謝美國所提供的一切援助，但指出烏克蘭軍隊仍然需要美國提供支援以繼續保持強大，同時亦感謝歐洲盟友願意透過北約購買美國武器以支援烏克蘭。提到願意在達成和平後舉行選舉，但不能在戰爭期間舉行選舉，自己個人對參加選舉遲開放態度。特朗普則提到烏克蘭人民正在承受苦難，相信普京希望局勢結束，又批評前總統拜登，指這不是我的戰爭這是拜登的戰爭，提到美國當前對烏克蘭的支持並不再是贈送武器，而是出售武器，批評前總統拜登向烏克蘭提供超過3千億美元軍援，是腐敗行為。
烏克蘭總統澤連斯基與美國總統特朗普結束會談後，出席與英國首相施紀賢、法國總統馬克龍、意大利總理梅洛尼、芬蘭總統斯圖布、德國總理默茨、歐盟委員會主席馮德萊恩和北約秘書長呂特的會議。會上各領袖討論對烏克蘭提供的安全保障。梅洛尼強調如果想要實現和平和保障正義，與會各國必須團結起來，而意大利將會繼續與烏克蘭站在一起，絕對支援各國為實現和平所作的努力。施紀賢指出，這次會議是保障烏克蘭和歐洲安全的歷史性會議，特朗普提出向烏克蘭提供類北約安全保證與目前「自願聯盟」所開展的工作一致。默茨則強調需要立即停火作為未來談判的條件，難以想像下一次會議在沒有停火下進行。多名領袖在發言時也提出和平努力的可信度，取決於停火在嚴肅的談判開始前達成，各國應該繼續對俄羅斯施加壓力。但美國總統特朗普回應時引用過去解決衝突的經驗，反駁停火作為談判的先決條件，指出自己已經解決六場戰爭，停火並不是必要的第一步。法國總統馬克龍則提出未來就烏克蘭問題舉行的會議應包括歐洲在內，美國、俄羅斯和烏克蘭舉行三方會議的想法非常重要，亦是解決問題的唯一途徑，但歐洲也應該參與其中。美國總統特朗普在結束與澤連斯基和歐洲領導人的會談後，致電俄羅斯總統普京，雙方通話約40分鐘。會後特朗普表示已經開始安排普京與澤連斯基的會面。俄羅斯總統助理烏沙科夫表示，總統普京與特朗普的對話坦誠而且頗具建設性，特朗普向普京介紹與澤連斯基和歐洲領導人的會面。而普京則在通話中表示支持俄烏雙方代表團進行直接談判，亦談到提升俄烏直接談判代表級別的問題。
烏克蘭總統澤連斯基在結束兩場會晤後表示，基輔的安全保障方案很可能在未來10日內確定，烏克蘭的夥伴可能會詳細討論安全保障方案，屆時將披露更多細節。又強調與和平協議相關的領土問題，將由烏克蘭和俄羅斯共同解決。強調自己已準備好與俄羅斯總統普京舉行任何形式的會晤，會晤不應該設置任何條件。自己無條件地認為，我們應該舉行會晤。另外又指出烏克蘭已向美國提議購買價值900億美元的美國武器，作為安全擔保的一部分，並進一步指出保障措施的另一部分涉及烏克蘭製無人機，其中部分將由美國購買。
北約秘書長呂特會後表示，在美烏歐領袖峰會上沒有討論向烏克蘭派遣美國或歐洲軍隊的可能性，只討論安全保證，並保證在未來幾天內進行工作，然後美烏歐領袖將再次舉行一次線上會議。德國總理默茨在會後表示，普京同意在未來兩周內同烏克蘭總統澤連斯基舉行會晤。法國總統馬克龍在接受媒體採訪時表示，希望俄烏能夠在未來幾天重啟接觸，如果可能的話，美國、俄羅斯、烏克蘭三國領導人會晤將在兩到三周內舉行。而特朗普相信俄烏能夠達成協議以及普京也想要和平。如果這一進程被拒絕，將加大對俄羅斯的制裁力度。
俄羅斯國營電視台「RT TV」發布片段聲稱，俄軍第42衛隊師第70機動步槍團的士兵使用一輛在戰鬥中奪取的美製M113裝甲運兵車，衝進扎波羅熱地區的烏克蘭陣地，車上並排插上俄羅斯和美國的國旗。烏克蘭總統辦公室主任葉爾馬克回應時表示，影片是「傲慢的巔峰」，俄羅斯人正在利用美國的象徵來進行他們自己的恐怖、侵略性戰爭，並殺害平民。

## 8月19日
烏克蘭地方政府表示，截至19日上午9時，俄羅斯在過去24小時內襲擊赫爾松、蘇梅、尼古拉耶夫、第聶伯羅彼得羅夫斯克、頓涅茨克、盧甘斯克、切爾卡瑟、哈爾科夫、扎波羅熱和切爾尼戈夫等地，至少造成8名平民死亡，53名平民受傷。烏克蘭空軍表示，俄軍對烏克蘭各地發動導彈和無人機襲擊，其中從羅斯托夫、沃羅涅日和俄佔克里米亞地區發射5枚伊斯坎德爾-M彈道導彈，從里海發射5枚Kh-101巡航導彈，從庫爾斯克、米列羅沃和濱海阿赫塔爾斯克等地發射270架見證者-136無人機和不明型號無人機。其中4枚Kh-101巡航導彈，2枚伊斯坎德爾-M彈道導彈，230架見證者-136無人機和不明型號無人機被防空部隊在烏克蘭各地擊落或因電子戰措施，未能擊中目標。烏克蘭空軍表示，俄軍使用多枚彈道導彈和數十架無人機襲擊波爾塔瓦州克雷門丘克市的能源基礎設施。烏克蘭國家警察表示，俄羅斯無人機襲擊蘇梅州東北部城市奧赫季爾卡，至少造成14名平民受傷，包括3名兒童。
烏克蘭武裝部隊總參謀部表示，自全面入侵以來，俄羅斯在烏克蘭損失1,071,780名士兵，過去一天俄軍有890人傷亡，累計損失11,118輛坦克、23,148輛裝甲戰鬥車輛、59,060輛車輛和油箱、31,698門火砲系統、1,470套多管火箭系統、1,208套防空系統、422架飛機、340架直升機、51,894架無人機、3,558枚巡弋飛彈、28艘船隻和1艘潛艦等。
俄羅斯伏爾加格勒州州長表示，烏克蘭無人機過去一夜襲擊伏爾加格勒州一家煉油廠，引發設施大火。
烏克蘭戰俘待遇協調總部表示，作為遣返工作的一部分，1千名在頓涅茨克、扎波羅熱、盧甘斯克和庫爾斯克地區陣亡的烏克蘭士兵遺體已從俄羅斯遣返，其中有5名士兵在俘虜期間死亡，死亡原因為重傷和重病。
美國總統特朗普表示，美國士兵不會在烏克蘭實地確保安全保障得到維護，歐洲將帶頭確保烏克蘭的安全保障，當中法國、德國和英國等願意參與。但提出美國可能會向烏克蘭提供空中支援。另外，特朗普將推動烏克蘭和平與個人和精神目標聯絡起來，指出如果自己每週能拯救7千人免於被殺，如果可能的話，我想試著去天堂。
北約秘書長呂特與土耳其總統埃爾多安通電話，討論俄烏之間的和平談判以及土耳其在黑海安全問題上的作用。
瑞士外交部長卡西斯表示，作為國際刑事法院締約國，瑞士有義務根據法院的逮捕令拘捕普京，但如果俄羅斯總統普京前往日內瓦參與烏克蘭戰爭的和平談判，瑞士準備給予其免於被捕的安排。
追蹤俄羅斯非法運輸活動的烏克蘭「SeaKrime」計劃表示，俄羅斯已經恢復從俄佔克里米亞地區向敘利亞運送從被佔領土上盜取的穀物。指出懸掛葛摩國旗的散貨船上月起已在俄佔克里米亞費奧多西亞和敘利亞的塔爾圖斯港之間運營著定期航線，運送穀物貨物。
新聞通訊社「彭博社」引述歐洲官員消息報道，在美烏歐領袖會談後第二日，歐洲各國官員舉行會議討論向烏克蘭派遣軍隊確保和平，重點是由英法向烏克蘭派遣軍隊，以及來自大約10個國家的特遣隊。討論包括部隊的規模和陣地。

## 8月20日
烏克蘭地方政府表示，截至20日上午9時，俄羅斯在過去24小時內襲擊敖德薩、赫爾松、蘇梅、尼古拉耶夫、第聶伯羅彼得羅夫斯克、頓涅茨克、盧甘斯克、切爾卡瑟、哈爾科夫、扎波羅熱和切爾尼戈夫等地，至少造成3名平民死亡，34名平民受傷。烏克蘭空軍表示，俄軍對烏克蘭各地發動導彈和無人機襲擊，其中從俄佔克里米亞地區發射2枚伊斯坎德爾-M彈道導彈，從沙塔洛沃、布良斯克、米列羅沃和濱海阿赫塔爾斯克和俄佔克里米亞等地發射93架見證者-136無人機和不明型號無人機。其中1枚伊斯坎德爾-M彈道導彈和62架見證者-136無人機和不明型號無人機被防空部隊在烏克蘭各地擊落或因電子戰措施，未能擊中目標。
烏克蘭武裝部隊總參謀部表示，自全面入侵以來，俄羅斯在烏克蘭損失1,072,700名士兵，過去一天俄軍有920人傷亡，累計損失11,119輛坦克、23,152輛裝甲戰鬥車輛、59,202輛車輛和油箱、31,748門火砲系統、1,470套多管火箭系統、1,208套防空系統、422架飛機、340架直升機、52,164架無人機、3,565枚巡弋飛彈、28艘船隻和1艘潛艦等。
俄羅斯總統普京與土耳其總統埃爾多安通電話，討論烏克蘭戰爭。克里姆林宮表示，普京對於土耳其協助主辦俄羅斯和烏克蘭代表在伊斯坦布爾舉行的會談感到滿意，普京亦向埃爾多安簡要介紹自己與美國總統特朗普的峰會。
俄羅斯外交部長拉夫羅夫表示，在沒有俄羅斯的參與下，烏克蘭的安全保證是無法討論的。任何協議都應以2022年伊斯坦布爾和談中討論的框架為基礎，俄羅斯代表團同意制定涉及聯合國安全理事會所有常任理事國的安全保障，並可以討論德國和土耳其等國家的加入。
烏克蘭郵政服務表示，由於營運條件危險，無法繼續運營，將關閉在頓涅茨克州前線城市康斯坦丁諾夫卡的辦公室。
波蘭總理圖斯克表示，不支持烏克蘭總統澤連斯基和俄羅斯總統普京在匈牙利布達佩斯進行潛在和平談判的想法，指出在1994年烏克蘭已經從美國、俄羅斯和英國獲得「布達佩斯安全保障備忘錄」，當中包括對領土完整的保證，但幾十年再一次需要商討時，應該尋找另一個地方。